# Makassar
Makassar (auch auf makassarisch als Mangkasara bekannt, ehemals Ujung Pandang) ist die Hauptstadt der indonesischen Provinz Südsulawesi und liegt an der südwestlichen Küste der Insel Sulawesi. Die Stadt ist Teil der 2003 gegründeten Metropolregion Mamminasatapa, die die Stadt Makassar und die Regierungsbezirke (Kabupaten) Maros, Gowa, Takalar und Pangkajene dan Kepulauan umfasst. In diesem Ballungsraum leben insgesamt etwa 3,33 Millionen Menschen. Makassar ist das Handelszentrum und der Hauptzugang für den See- sowie Luftverkehr zum östlichen Teil Indonesiens sowie zum südlichen Teil Sulawesis.

## Etymologie
Im Zuge der Flächenerweiterung wurde die Stadt 1971 offiziell nach der bekannten Festung Ujung Pandang, 1999 aber erneut auf ihren ursprünglichen Namen Makassar umbenannt. Die beiden Namen werden oft synonym verwendet und sind zugleich Namen zweier Stadtteile Makassars. Die Hafenstadt ist auch bekannt als „Kota Daeng“ (Stadt voller Daengs), weil die Erwachsenen den Zusatznamen Daeng-Soundso bekommen, oder auch als „Stadt der Brise“ (makassarisch: Kota Anging Mamiri), angesichts der zumeist sanften Seebrise aus der vor der Stadt liegenden Straße von Makassar.
Das für die Möbelherstellung sehr geschätzte Makassar-Ebenholz erhielt den Namen von seinem Ausfuhrhafen, und ein im 19. und frühen 20. Jahrhundert in Europa häufig verwendetes Haarpflegemittel wurde wegen seiner Herkunft Makassar-Öl genannt. Der Begriff Antimakassar bezeichnet nicht ein Verhalten „gegen“ die Hafenstadt oder ihre Bewohner, sondern die Stoffauflage für Sitzmöbellehnen, die die Polsterbezüge vor der Berührung mit dem zuweilen öligen Haar der Sitzenden schützen sollten.

## Geographie

### Übersicht
Makassar ist mit 176,85 km² die flächenmäßig größte Stadt Ostindonesiens. Die Stadt liegt im Zentrum Indonesiens an der südwestlichen Küste Sulawesis an der Straße von Makassar. Sie belegt einen flachen Küstenstreifen mit einer variierten Höhe zwischen 1 und 25 Meter über dem Meeresspiegel und einer Neigung von 0 bis 5 Grad gen Westen (Küste). Im Norden mündet der Fluss Tallo und im Süden der 70 Kilometer lange Jeneberang in die Meerenge. Nach der Straße von Makassar an der westlichen Grenze wird die Stadt von den beiden Bezirken Maros im Norden und Osten sowie von Gowa im Südwesten umgeben. 25 Kelurahan in 8 Kecamatan haben Zugang zum Meer. Das zur Stadt gehörende Wassergebiet beträgt ca. 100 Quadratkilometer.

### Grenzpunkte
Die Stadt liegt südlich des Äquators und hat folgende äußere Grenzpunkte:
| Richtung | Kode          | Kecamatan          | Kelurahan          | Koordinaten         |
| -------- | ------------- | ------------------ | ------------------ | ------------------- |
| N        | 73.71.15.1001 | Kep. Sangkarrang00 | Barrang Caddi a)   | 04°58′29,90″ s. Br. |
| O        | 73.71.11.1005 | Biringkaya         | Sudiang            | 119°32′35,77″ ö. L. |
| S        | 73.71.10.1001 | Tamalate           | Barombong          | 05°13′56,48″ s. Br. |
| W        | 73.71.15.1001 | Kep. Sangkarrang   | Barrang Caddi b)00 | 119°04′28,00″ ö. L. |

Die Sangkarrang-Inseln liegen ca. 40 km westlich der Küstenlinie von Makassar City, der nördlichste und der westlichste Punkt gehören administrativ zum gleichen Kelurahan (Barrang Caddi).

### Klima
Da sich die Stadt in Äquatornähe befindet, wird sie zur tropischen Klimazone gerechnet, die im Allgemeinen heiß und schwül und von einer ausgeprägten Regen- und Trockenzeit charakterisiert ist. Die Temperaturen sind im ganzen Jahr gleichbleibend hoch, tägliche Schwankungen von sechs bis zwölf Grad Celsius können jedoch auftreten. Die durchschnittlichen Jahrestemperaturen liegen zwischen 25 und 32 °C bei einer Luftfeuchtigkeit zwischen 73 und 93 Prozent. Jährlich regnet es an etwa 190 Tagen mit einer jährlichen Niederschlagsmenge von 2931 Millimetern. Mit dem Regen kommen oft Überschwemmungen, besonders im Einzugsgebiet des Flusses Jeneberang. Trockenster Monat ist der August mit durchschnittlich 57 Millimetern; im Januar fallen bis zu 463 Millimeter. Die durchschnittliche Windgeschwindigkeit beträgt 4,2 Knoten, wobei dort wie in anderen Küstenregionen ein Land-See-Windsystem herrscht. Die Sonne schien durchschnittlich täglich 10 Stunden, im gesamten Jahren von 1991 bis 2021 insgesamt 20913 Stunden. Die Assertemperatur im Golf von Makassar lag bei durchscnittlich 29 °C, der November war der wärmste Monat.
Der Monsun prägt allgemein das Klima in Südostasien und somit auch in Makassar und anderen Teilen Indonesiens; in der Zeit des Nordsommers (Mai bis Oktober) bestimmt der Südostmonsun das Wettergeschehen mit dem aus dem australischen Kontinent in Richtung des asiatischen Kontinents wehenden Wind. Da dieser hauptsächlich durch die Wüste in Nord-Australien und nur kleinteil durch die Meerenge im südlichen Indonesiens passiert, ist Makassar in diesem Zeitraum relativ heiß und trocken. Im nordeuropäischen Winter hingegen beeinflusst der durch den Pazifischen Ozean und das Südchinesische Meer wehende, feuchtere Nordwestmonsun das Klima in Makassar. Dieser bringt im Zeitraum zwischen November und April viel Regen bei minimal niedrigeren Temperaturen. In dieser Regenzeit werden die ohne Bewässerungsanlage betriebenen Reisfelder wieder bewirtschaftet. Zwischen Nordwest- und Südostmonsun liegt die Intermonsunperiode, also die Übergangszeit zwischen den Monsunen.
|                        | Jan  | Feb  | Mär  | Apr  | Mai  | Jun  | Jul  | Aug  | Sep  | Okt  | Nov  | Dez  |   |      |
| Mittl. Temperatur (°C) | 28,3 | 27,8 | 28,3 | 28,5 | 29,0 | 28,4 | 28,2 | 28,6 | 29,1 | 29,3 | 28,9 | 27,0 | ⌀ | 28,5 |
| Mittl. Tagesmax. (°C)  | 30,1 | 29,7 | 29,7 | 30,1 | 29,7 | 29,7 | 29,3 | 29,7 | 30,1 | 30,6 | 30,3 | 30,2 | ⌀ | 29,9 |
| Mittl. Tagesmin. (°C)  | 28,3 | 27,8 | 28,3 | 28,5 | 29,0 | 28,4 | 28,2 | 28,6 | 29,1 | 29,3 | 28,9 | 27,0 | ⌀ | 28,5 |
|                        |      |      |      |      |      |      |      |      |      |      |      |      |   |      |
| Niederschlag (mm)      | 572  | 539  | 264  | 100  | 572  | 539  | 264  | 100  | 186  | 73   | 9    | 16   | Σ | 3234 |
|                        |      |      |      |      |      |      |      |      |      |      |      |      |   |      |
| Sonnenstunden (h/d)    | 5,9  | 4,4  | 7,3  | 8,4  | 8,0  | 9,1  | 9,4  | 10,9 | 9,8  | 10,1 | 7,8  | 3,5  | ⌀ | 7,9  |
|                        |      |      |      |      |      |      |      |      |      |      |      |      |   |      |
| Regentage (d)          | 18   | 25   | 14   | 11   | 8    | 18   | 25   | 14   | 11   | 8    | 7    | 5    | Σ | 164  |
|                        |      |      |      |      |      |      |      |      |      |      |      |      |   |      |
| Luftfeuchtigkeit (%)   | 76   | 78   | 69   | 72   | 71   | 63   | 66   | 58   | 54   | 59   | 70   | 71   | ⌀ | 67,2 |

| 28,3 |

| 27,8 |

| 28,3 |

| 28,5 |

| 29,0 |

| 28,4 |

| 28,2 |

| 28,6 |

| 29,1 |

| 29,3 |

| 28,9 |

| 27,0 |

| 28,3 |

| 27,8 |

| 28,3 |

| 28,5 |

| 29,0 |

| 28,4 |

| 28,2 |

| 28,6 |

| 29,1 |

| 29,3 |

| 28,9 |

| 27,0 |

### Verwaltungsgliederung
Das Stadtgebiet umfasst das Landgebiet (82 %) und zusätzlich elf der Spermonde-Inseln in der Straße von Makassar. Es ist seit 2015 in 15 Distrikte (Kecamatan) mit 153 städtisch geprägten Dörfern bzw. Ortsteilen (Kelurahan) untergliedert. 2013 gab es 974 Rukun Warga (RW) und 4827 Rukun Tetangga (RT), ihre Zahl wuchs 204 auf 1005 bzw. 5027 an.

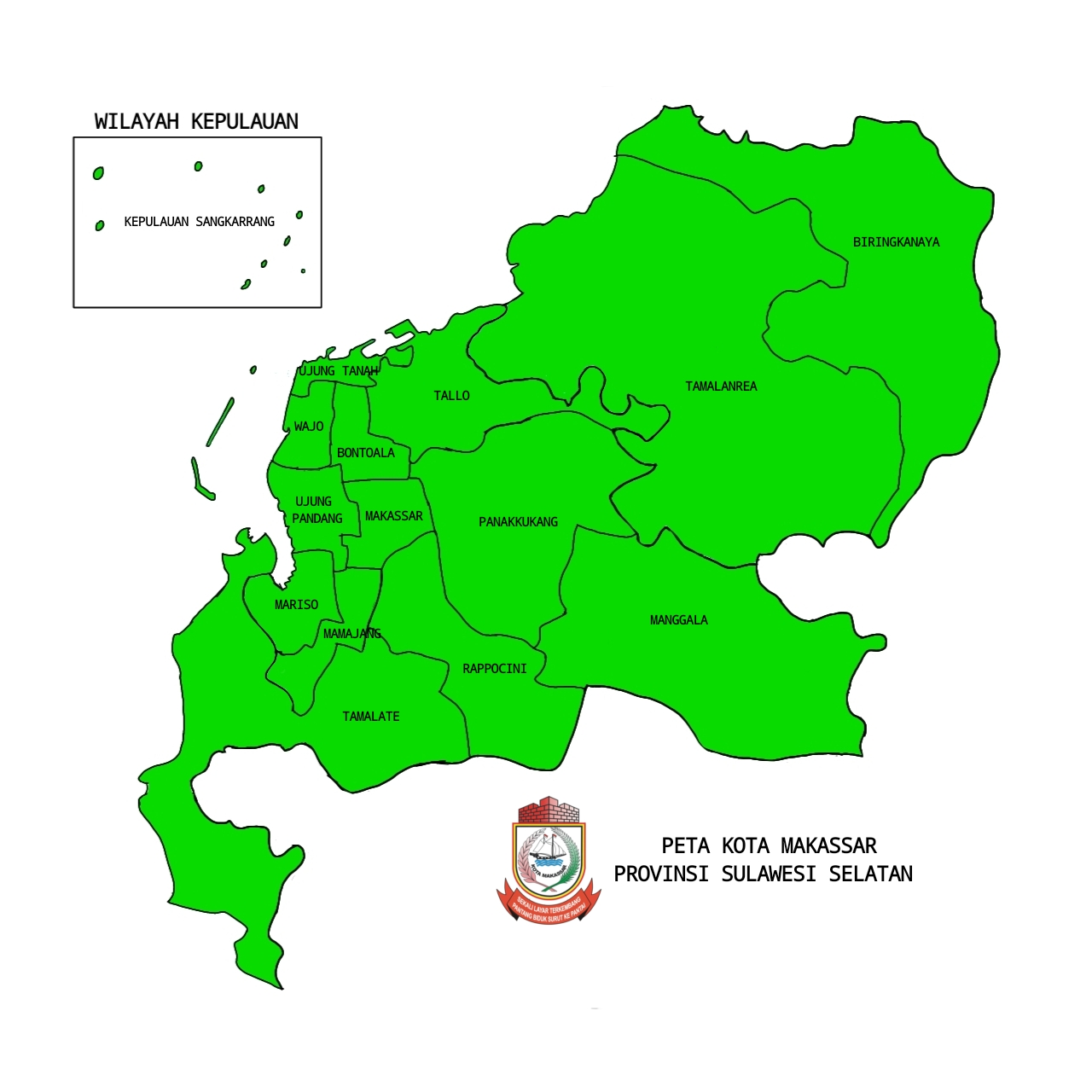
Die Einteilung in Kecamatan

| Code 1)  | Kecamatan Distrikt      | Ibukota Verwaltungssitz | Fläche (km²) | Einw. Zensus 2010 2) | Volkszählung 2020 3) | Volkszählung 2020 3) | Volkszählung 2020 3) | Anzahl der … |             |
| Code 1)  | Kecamatan Distrikt      | Ibukota Verwaltungssitz | Fläche (km²) | Einw. Zensus 2010 2) | Einw. 3)             | 0Dichte 4)0          | Sex Ratio 5)         | Desa         | RW / RT     |
| -------- | ----------------------- | ----------------------- | ------------ | -------------------- | -------------------- | -------------------- | -------------------- | ------------ | ----------- |
| 73.71.01 | Mariso                  | Kampung Buyang          | 1,82         | 56.313               | 57.426               | 31.552,7             | 100,72               | 9            | 47 / 218    |
| 73.71.02 | Mamajang                | Maricaya Selatan        | 2,25         | 59.133               | 56.049               | 24.910,7             | 96,42                | 13           | 56 / 279    |
| 73.71.03 | Makassar                | Maradekaya              | 20,21        | 81.901               | 82.067               | 4.060,7              | 98,18                | 14           | 69 / 368    |
| 73.71.04 | Ujung Pandang           | Baru                    | 9,23         | 27.206               | 24.526               | 2.657,2              | 94,14                | 10           | 37 / 139    |
| 73.71.05 | Wajo                    | Melayu Baru             | 2,52         | 29.670               | 29.972               | 11.893,7             | 99,79                | 8            | 45 / 169    |
| 73.71.06 | Bontoala                | Wajo Baru               | 2,63         | 54.268               | 54.996               | 20.911,0             | 98,46                | 12           | 56 / 240    |
| 73.71.07 | Tallo                   | Ujung Pandang Baru      | 1,99         | 133.815              | 144.977              | 72.852,8             | 101,61               | 15           | 77 / 465    |
| 73.71.08 | Ujung Tanah             | Pattingaloang Baru      | 2,10         | 46.771               | 35.789               | 17.042,4             | 100,22               | 9            | 35 / 143    |
| 73.71.09 | Panakkukang             | Paropo                  | 4,40         | 141.524              | 139.590              | 31.725,0             | 99,62                | 11           | 90 / 475    |
| 73.71.10 | Tamalate                | Maccini Sombala         | 1,54         | 169.890              | 180.824              | 117.418,2            | 99,96                | 11           | 113 / 568   |
| 73.71.11 | Biringkanaya            | Bulurokeng              | 5,83         | 167.843              | 209.048              | 35.857,3             | 99,90                | 11           | 110 / 549   |
| 73.71.12 | Manggala                | Manggala                | 17,05        | 117.303              | 146.724              | 8.605,5              | 99,64                | 8            | 70 / 389    |
| 73.71.13 | Rappocini               | Gunung Sari             | 24,14        | 151.357              | 144.587              | 5.989,5              | 95,90                | 11           | 107 / 574   |
| 73.71.14 | Tamalanrea              | Tamalanrea              | 48,22        | 101.669              | 103.177              | 2.139,7              | 99,23                | 8            | 69 / 346    |
| 73.71.15 | Kepulauan Sangkarrang00 | Kodingareng             | 31,84        |                      | 14.125               | 443,6                | 98,78                | 3            | 15 / 57     |
| 73.71    | Kota Makassar           | Kota Makassar           | 175,77       | 1.338.663            | 1.423.877            | 8.100,8              | 99,19                | 153          | 996 / 4.979 |

## Bevölkerung
Ende 2024 galt Makassar als bevölkerungsreichste Stadt der Insel Sulawesi (Provinzanteil: 15,56 %). Landesweit bedeutet dies Rang 10 der 94 autonomen Städte (Kota, Jakarta wurde als eine Stadt gewertet). Mit ihrer Bevölkerungsdichte von 8381,9 Einw. je km² ist sie zugleich die am dchtesten besiedelte Stadt der Insel und erreicht landesweit Platz 10 (Angaben von 2024). Die Stadt wird vor allem von Buginesen und Makassaren, aber auch von Torajas, Mandaresen, Butonesen, Javanern und Chinesen (Tionghoa) bewohnt. Während die Buginesen und Makassaren in der Glaubensrichtung islamisch geprägt sind, bleibt eine tolerante Haltung in interreligiösen Beziehungen seit der Islamisierung Makassars in der Ära des Reiches Gowa-Tallo im Jahre 1607 weiterhin bestehen.
Generationen im Jahr 2020 in der Stadt Makassar
Quelle: Infografik Hasil Long Form Sensus Penduduk 2020

### Verteilung der Religionen und Generationen
| Religion       | Gläubige  | Anteil (%) | Gebäude | Anteil 2024 |
| -------------- | --------- | ---------- | ------- | ----------- |
| Islam          | 693.102   | 87,22      | 1281 9) | 88,87       |
| Christen insg. | 93.798 10 | 11,80      | 146     | 9,89        |
| Davon:         |           |            |         |             |
| Protestanten   | 70,996    | ~ 76       | 135     | ~ 71        |
| Katholiken     | 22.802    | ~ 24       | 11      | ~ 29        |
|                |           |            |         |             |
| Hindus         | 1.216     | 0,15       | 2       | 0,10        |
| Buddhisten     | 6.493     | 0,82       | 31      | 1,12        |

Von der Bevölkerung am Jahresende 2024 waren 51,79 % ledig, 43,57 % verheiratet, 1,51 % geschieden sowie 3,14 % verwitwet.

### Einwohnerentwicklung der Stadt seit 1847
| Jahr      | Anzahl  |      | Jahr      | Anzahl  |           | Jahr      | Schätzung (Proyeksi) | Fortschreibung |
| --------- | ------- | ---- | --------- | ------- | --------- | --------- | -------------------- | -------------- |
| 1847      | 24.000  |      | 1984      | 748.611 |           | 2006      | –                    | 1.223.540      |
| 1852      | 33.512  | 1985 | 0.753.362 | 2007    | –         | 1.235.118 |                      |                |
| 1861      | 43.717  | 1986 | 0.775.361 | 2008    | –         | 1.248.436 |                      |                |
| 1930      | 84.855  | 1987 | 0.798.002 | 2009    | –         | 1.272.349 |                      |                |
| 1940–1950 | kein    | 1988 | 0.821.957 | 2010    | 1.339.374 | 1.338.663 |                      |                |
| 1961      | 384.159 | 1989 | 0.822.013 | 2011    | 1.352.136 | 1.557.771 |                      |                |
| 1965      | 415.826 | 1990 | 0.944.372 | 2012    | 1.369.606 | –         |                      |                |
| 1970      | 432.242 | 1991 | 0.971.947 | 2013    | 1.408.072 | –         |                      |                |
| 1971      | 434.766 | 1992 | 1.000.328 | 2014    | 1.429.242 | –         |                      |                |
| 1972      | 561.328 | 1993 | 1.019.948 | 2015    | 1.449.401 | –         |                      |                |
| 1973      | 564.482 | 1994 | 1.048.201 | 2016    | 1.469.601 | 1.658.503 |                      |                |
| 1974      | 575.771 | 1995 | 1.077.445 | 2017    | 1.489.011 | 1.668.314 |                      |                |
| 1975      | 587.286 | 1996 | 1.107.267 | 2018    | 1.508.154 | 1.659.777 |                      |                |
| 1976      | 596.876 | 1998 | 1.109.267 | 2019    | 1.526.677 | 1.480.480 |                      |                |
| 1977      | 602.422 | 1999 | 1.191.456 | 2020    | 1.423.877 | 1.487.256 |                      |                |
| 1978      | 602.916 | 2000 | 1.130.384 | 2021    | 1.427.619 | 1.463.089 |                      |                |
| 1979      | 623.985 | 2001 | 1.112.688 | 2022    | 1.432.189 | 1.464.401 |                      |                |
| 1980      | 708.465 | 2002 | 1.148.312 | 2023    | –         | 1.474.393 |                      |                |
| 1981      | 712.219 | 2003 | 1.060.011 | 2024    | –         | 1.482.354 |                      |                |
| 1982      | 717.585 | 2004 | 1.179.203 |         |           |           |                      |                |
| 1983      | 736.159 | 2005 | 1.193.434 |         |           |           |                      |                |

Quellen:
Die Daten bis zum Jahr 2011 wurden dieser privaten Seiteentnommen, die Werte wurden inzwischen von der Seite entfernt. Daten zwischen 2010 und 202 entstammen der BPS-Seite sowie diversen "Dalam Angka Kota Makassar"-Daten, ebenfalls von dieser regionalen BPS-Webseite.
Die Einwohnerangaben zwischen 1852 und 1911 entstammen der Fortschreibung durch die Zivilstandsbüros der Stadt (indonesisch Dinas Kependudukan dan Catatan Sipil Kota Makassar) am Jahresende, ebenso die Daten der Jahre 2016 bis 2024. Oftmals wird in Indonesien auf Bevölkerungsberechnungen (Proyeksi Penduduk) zurückgegriffen. Diese sind niedriger als die durch Fortschreibung ermittelten Werte zur Jahresmitte und am Jahresende und basieren auf den Volkszählungen vorheriger Jahre. Diese Daten sind für die Jahre 2011 bis 2022 aufgeführt (2011–2019: BPS, Proyeksi Penduduk SP 2010; 2021–2022; BPS, Proyeksi Penduduk Interim SP 2020). Daten aus den sieben Volkszählungen wurden farblich unterlegt.

### Soziale Daten 2020
| Merkmal                                                             | Makassar  | 0Prov. Sulawesi Selatan0 |
| ------------------------------------------------------------------- | --------- | ------------------------ |
| Bevölkerung unterhalb der Armutsgrenze (Tsd.)00                     | 69,980    | 776,830                  |
| Anteil der „armen Bevölkerung“ (indonesisch Penduduk miskin) (%)000 | 4,540     | 8,720                    |
| Arbeitslosenrate (%)                                                | 15,920    | 6,310                    |
| Lebenserwartung bei der Geburt (Jahre)                              | 72,090    | 70,570                   |
| HDI-Index                                                           | 82,250    | 71,930                   |
| Analphabetenrate (in %, 15+ J.)                                     | 1,410     | 7,440                    |
| Anteil der Altersgruppen                                            | 0Real0    | 00.Prozentual0           |
| Kinder (<15 J.)                                                     | 360.4690  | 25,32                    |
| arbeitsfähige Bevölkerung (15–64 J.)                                | 989.0480  | 69,46                    |
| Rentner und Pensionäre (>65 J.)                                     | 0.74.3600 | 05,22                    |

### Aktuelle Daten der Bevölkerungsfortschreibung
Die nachfolgende Tabelle gibt den Einwohnerstand nach Geschlecht zur Volkszählung 2020, zum Ende 2022 sowie zum Jahresende 2024 wieder. Beide letztere Daten resultieren aus den Ergebnissen der Fortschreibung durch die örtlichen Zivilstandsbüros (Disdukcapil, indonesisch Dinas Kependudukan dan Pencatatan Sipil). Der aktuelle Einwohnerstand kann jederzeit in einer interaktiven Karte abgerufen werden.

| Kecamatan               | Zensus 2020 | Zensus 2020 | Zensus 2020 | Ende 2022 | Ende 2024 | Ende 2024 | Ende 2024 | Fläche km² | Bevöl kerungs dichte | Sex Ratio 5) |
| Kecamatan               | Insg.       | männl.      | weibl.      | Ende 2022 | Insg.     | männl.    | weibl.    | Fläche km² | Bevöl kerungs dichte | Sex Ratio 5) |
| ----------------------- | ----------- | ----------- | ----------- | --------- | --------- | --------- | --------- | ---------- | -------------------- | ------------ |
| Mariso                  | 57.426      | 28.816      | 28.610      | 57.795    | 59.009    | 29.399    | 29.610    | 2,88       | 20.467,92            | 99,29        |
| Mamajang                | 56.049      | 27.514      | 28.535      | 144.733   | 58.154    | 28.551    | 29.603    | 2,55       | 22.778,69            | 96,45        |
| Makassar                | 82.067      | 40.657      | 41.410      | 82.265    | 81.827    | 40.601    | 41.226    | 2,65       | 30.866,47            | 98,48        |
| Ujung Pandang           | 24.526      | 11.893      | 12.633      | 24.541    | 24.882    | 12.056    | 12.826    | 2,83       | 8.807,79             | 94,00        |
| Wajo                    | 29.972      | 14.970      | 15.002      | 30.110    | 29.145    | 14.293    | 14.852    | 2,04       | 14.314,83            | 96,24        |
| Bontoala                | 54.996      | 27.284      | 27.712      | 14.258    | 55.179    | 27.397    | 27.782    | 1,74       | 31.785,14            | 98,61        |
| Tallo                   | 144.977     | 73.068      | 71.909      | 55.239    | 148.131   | 74.690    | 73.441    | 10,16      | 14.584,13            | 101,70       |
| Ujung Tanah             | 35.789      | 17.914      | 17.875      | 145.908   | 36.933    | 18.518    | 18.415    | 1,37       | 26.938,73            | 100,56       |
| Panakkukang             | 139.590     | 69.663      | 69.927      | 56.094    | 144.607   | 71.798    | 72.809    | 14,87      | 9.727,36             | 98,61        |
| Tamalate                | 180.824     | 90.393      | 90.431      | 148.462   | 190.169   | 94.722    | 95.447    | 26,35      | 7.216,22             | 99,24        |
| Biringkanaya            | 209.048     | 104.472     | 104.576     | 139.759   | 217.361   | 108.160   | 109.201   | 37,18      | 5.846,18             | 99,05        |
| Manggala                | 146.724     | 73.230      | 73.494      | 182.348   | 163.337   | 81.177    | 82.160    | 21,42      | 7.625,09             | 98,80        |
| Rappocini               | 144.587     | 70.779      | 73.808      | 211.228   | 151.041   | 73.766    | 77.275    | 11,24      | 13.436,62            | 95,46        |
| Tamalanrea              | 103.177     | 51.388      | 51.789      | 36.127    | 107.480   | 53.428    | 54.052    | 38,72      | 2.775,97             | 98,85        |
| Kepulauan Sangkarrang00 | 14.125      | 7.019       | 7.106       | 103.322   | 15.099    | 7.555     | 7.544     | 0,86       | 17.536,59            | 100,15       |
| Kota Makassar           | 1.423.877   | 709.060     | 714.817     | 1.432.189 | 1.482.354 | 736.111   | 746.243   | 176,85     | 8.381,89             | 98,64        |

## Geschichte
Die beiden eng verwandten Völker, die indigenen Makassaren und die einsiedelnden Buginesen, spielten bei der Entstehung der heutigen Stadt Makassar die Hauptrolle. Mit ihren seegängigen Schiffen, den Pinisis, kontrollierten sie die Meerenge der Straße von Makassar. Ihre Handelsrouten erstreckten sich von den Aru-Inseln südwestlich von Neuguinea bis Nordaustralien, wo sie Seegurken, Muscheln, Vogelnester und Perlmutt gegen Messer und Salz bei den Aborigines tauschten. Die Stadt Pante Macassar („Strand der Makassaren“) auf Timor erhielt ihren Namen von Händlern aus dieser Stadt, die dort saisonal siedelten, während sie auf die richtigen Winde zur Rückkehr warteten. Die ersten Bewohner von Madagaskar wurden von manchen Historikern auf Grund linguistischer Ähnlichkeit aus Makassar vermutet. Mit der Diaspora der beiden Volksstämme, infolge der Kolonialisierung Makassars durch die Niederländer, entstanden weitere Orte mit ähnlichen Namen in Indonesien, Malaysia, Thailand und im südlichen Teil Afrikas, die historisch mit der ursprünglichen Stadt in Verbindung stehen.

### Das Reich Gowa-Tallo

#### Entstehung und Formgebung

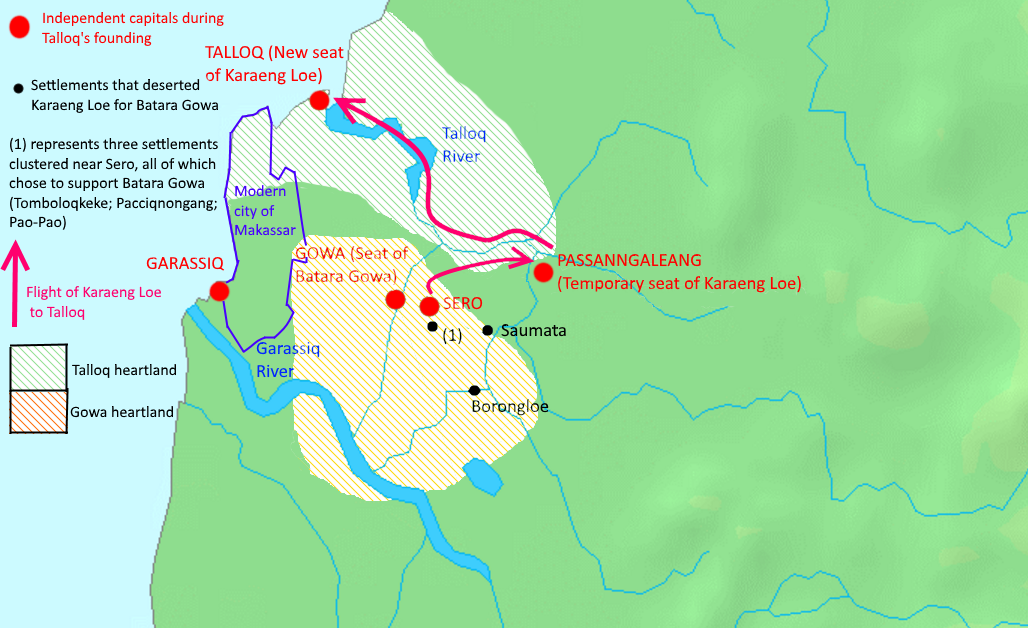
Die Entstehung des Reichs Tallo durch die Wanderung des Karaeng Loe Ri Sero nördlich von Makassar am Ende des 15. Jahrhunderts. Der im Süden durch die Stadt Makassar fließende Fluss Jeneberang hieß in der Zeit noch Garassi.

Das längste bekannte literarische Werk La Galigo hilft bei der Vorstellung über die Gesellschaft der Buginesen und Makassaren in deren früheren Zeiten, besonders im 14. Jahrhundert, obgleich das Werk angesichts der mystischen Darstellung nicht als historisches Dokument angesehen werden kann. Weiterhin sind portugiesische Dokumente sehr hilfreich, um die Geschichte der Stadt vor ihrer Islamisierung zu verstehen. Etwa im 13. Jahrhundert bildete sich in der Region um die Flussmündung Tallo das kleine Königreich Tallo der hier siedelnden Makassaren und Buginesen. Im südlichen Gebiet um die Flussmündung Jeneberang war bereits das überwiegend makassarische Reich Gowa entstanden. Die Entstehung der Königreiche um Makassar wurde im Jahre 1364 in der Lyrik 14 (4) und (5) der Gedichtsammlung (Kakawin) Nagarakretagama des Königreichs Majapahit auf Java erzählt, die mit der Regierungszeit des Königs Tumassalangga Baraya (1345–1370) zusammenfiel. Das Regierungszentrum befand sich bis zur Amtszeit von König Tunijalloq ri Passukkiq (1460–1511) auf einem Hügel namens Takka'bassia, dessen Name später in Tamalate geändert wurde. Die beiden Söhne von König Tunatangkalopi (1445–1450) übernahmen jeweils im Jahr 1450 die Regierung des Königreichs Gowa als König Batara Gowa, und die Regierung von Tallo als König Karaeng Lowe ri Sero. Sein Sohn, König Tallo II., genannt Karaeng Tunilabu ri Suriwa, überraschte einmal das Sultanat von Malakka, als er dort plötzlich mit 200 Kriegsschiffen erschien, um die Rückzahlung einer Schuld des Sultanats einzufordern.

#### Vereinigung und Islamisierung
Zunächst war Tallo unter Kontrolle des nördlich gelegenen Siang, eines Königreichs im heutigen Regierungsbezirk Pangkajene. Anfang des 16. Jahrhunderts vereinigten sich unter der Führung von König Tumapaqrisiq Kallonna die beiden Königreiche Tallo und Gowa zum Doppelkönigreich Gowa-Tallo, mit Zentrum an der Flussmündung Jeneberang. Die benachbarten Königreiche Siang und Bone wurden bekriegt und besiegt, und der König ließ die größte Festung des Königreichs im Stadtzentrum Somba Opu, die zweitwichtigste Festung in Ujung Pandang, einem Ort mit vielen Pandangewächsen zwischen den beiden Flüssen, und weitere Festungen aus Lehm erbauen und sie zur Verteidigung mit Geschützen versehen. Mit seiner Genehmigung ließen sich dort muslimische Malaien mit ihrem Schiffsführer (malaiisch Nakhoda) Bonang nieder, und unter seinem Schutz wurde der portugiesische Handelsposten 1532 gegründet. Der Nachfolger König Tunipalangga ließ weitere Festungen bauen und sie anschließend mit Backsteinen und Bindemitteln aus Eiweiß verstärken, so dass das Reich von insgesamt 15 Festungen geschützt wurde. König Tunijalloq gestattete den Bau einer Mosche für die Malaien im Stadtteil Mangallekana, nördlich der Somba Opu, um mehr malaiische Händler aus Malakka in die Stadt zu locken. Der nachfolgende junge König Tunipasuluq dankte nach nur etwa zwei Jahren Amtszeit ab, verließ die Stadt in Richtung Luwu und trat dort zum Islam über. Der Streitkraftführer (indonesisch Mangkubumi) des Reichs, Tallo siebter König Karaeng Matoaya genannt Sultan Abdullah Awalul Islam, trat am 22. September 1605 als erster König während seiner Amtszeit zum Islam über. Ihm folgte Gowas König Tumamenang ri Gaukanna. Unter der Herrschaft dieser zwei Könige entwickelte sich das Reich zum führenden Handelszentrum des östlichen Archipels. Beide Herrscher verfolgten eine Politik des freien Handels (lateinisch Mare Liberum) und erlaubten allen dort engagierten europäischen Handelsmächten Niederlassungen zu errichten. 1603 folgte dem bereits etablierten portugiesischen Handelsposten die Gründung des holländischen, 1613 des englischen, 1615 des spanischen, 1618 des dänischen und des chinesischen Postens. Damit hatte sich das Königreich endgültig als Drehscheibe des Gewürzhandels etabliert. In den 1620er Jahren lebten bereits rund 500 portugiesische Händler ständig in Makassar. Deshalb gestattete der König im Jahre 1633 den Bau einer katholischen Kirche für die Portugiesen, die später mit der Zerstörung des Stadtzentrums durch Holländer verschwand. Die Stadt Makassar selbst hatte bereits im September 1607 durch die Konvertierung aller dort lebenden Makassaren den Islam als offizielle Religion angenommen. Die beiden muslimischen Herrscher ließen sich gerne auf religiöse Diskussionen mit den katholischen Missionaren ein, worauf die interreligiöse tolerante Haltung der Stadt zurückzuführen ist.

#### Ausweitung und Namensgebung

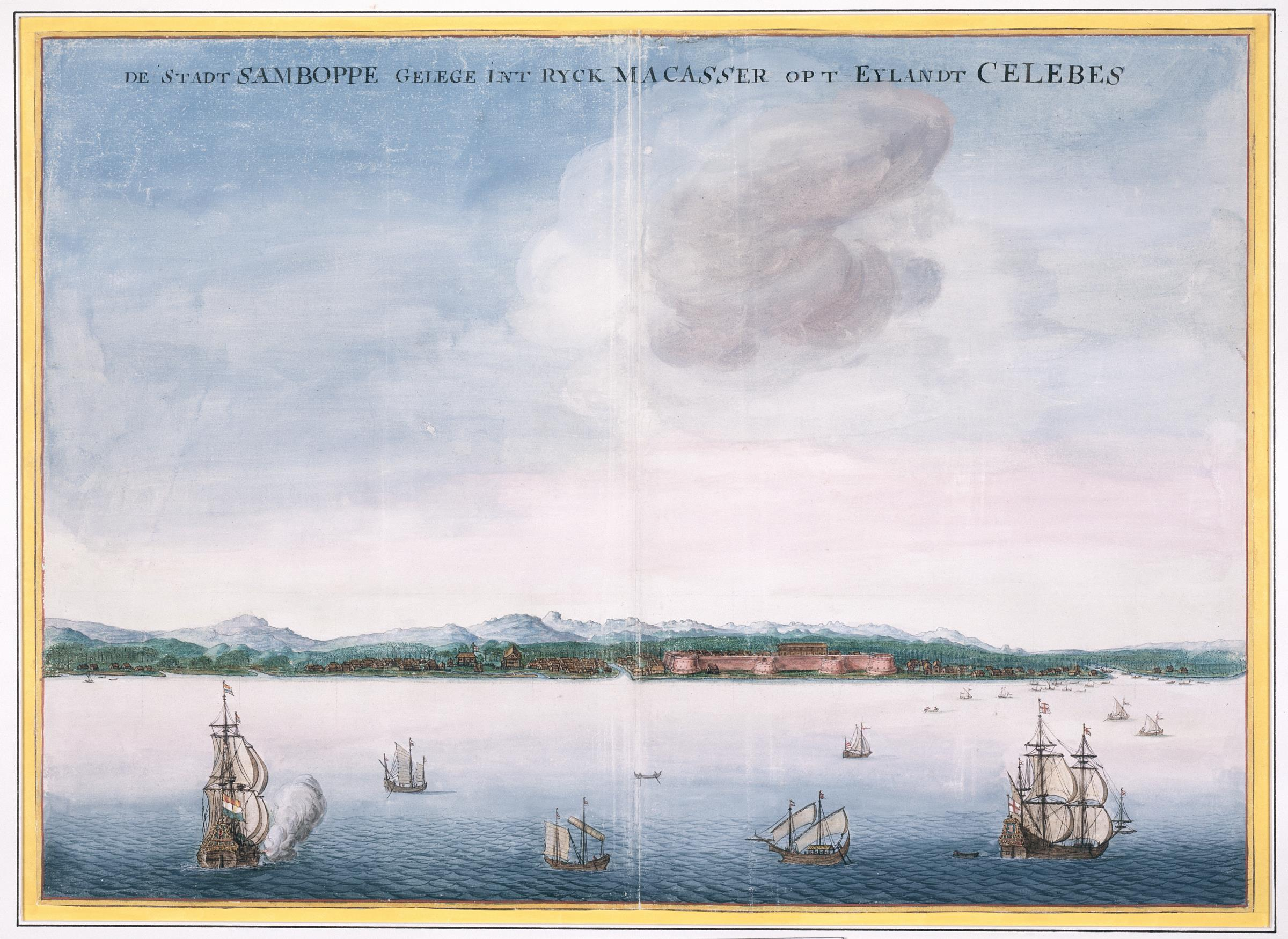
Die Ansicht von der See aus auf das Stadtzentrum Makassars, Festung Sombaopu, aus der Vogelperspektive (etwa 1665). Bemerkenswert lag die Festung noch direkt am Strand (Makassar-Strasse); publiziert durch Johannes Vingboons in Amsterdam um 1665 (Koninklijke Bibliotheek, Den Haag, inv. nr. 693 C 6 dl XV, na p. 134.)

Im August 1634 ließen die Herrscher die Festung Ujung Pandang mit einer Steinmauer aus Karstgestein aus dem Vorort Maros verstärken und im Juni 1635 eine zweite Steinmauer errichten, so dass die ursprünglich viereckige Festung mit ihren neuen fünf Bastionen die Form einer Meeresschildkröte annahm. Diese symbolisierte die Orientierungsänderung des Königreichs von einem agrarischen zu einem maritimen Land. Die Herrscher der Stadt besaßen hierfür eine bedeutende Sammlung aus Europa stammender Karten in ihrer Bibliothek. Das Reich erweiterte seinen Einfluss auf Buton, den östlichen Teil Borneos, Sumbawa bis nach Timor, wo Karaeng Kanjilo (Siebter König von Tallo, Daeng Makkio Karaeng Kanjilo, genannt Sultan Abdul Jafar Muzaffar), mit 150 Schiffen einen dreimonatigen Krieg geführt hatte. Die Stadt wurde in Übersee unter den Seefahrern und Handelsleuten noch bekannter, allerdings nicht unter dem Namen des Königreichs, sondern dem der Haupteinwohner, der Makassaren. Die Portugiesen bezeichneten auf einer Karte, nach einer Erkundungsfahrt, alle wichtigen Orte an der Straße von Makassar mit dem Beinamen Makassar (portugiesisch Macáçar), so beispielsweise die Hafenstädte an der Westküste von Sulawesi Siang-Makassar, Bacukiki-Makassar, Suppa-Makassar, Sidenreng-Makassar, Napo-Makassar und Tallo-Makassar. Die Insel Sulawesi und die umgebenden kleinen Inseln erhielten den Namen „makassarische Inseln“ (portugiesisch Ilhas dos Macáçar) und Borneo nannten sie „die große makassarische Insel“ (portugiesisch Gramdos ilha de Macáçar). Der Missionar Alexandre de Rhodes beschrieb Makassar während seines Aufenthalts im Dezember 1645 auch als „eine sehr große und berühmte Insel“, obgleich auf seiner Landkarte die Insel als „Celebes“ gekennzeichnet wurde.

### Der Makassarkrieg

#### Erste VOC Expedition
Da das Reich Gowa-Tallo beziehungsweise Makassar nautisch auf der direkten Route von Europa zu den Molukken liegt und zugleich die letzte Zwischenstation dorthin war, galt es in jener Zeit als strategischer Schlüssel zu den wirtschaftlich so interessanten und wichtigen Gewürzinseln. Das mächtige Makassar war der Vereinigte Ostindische Kompanie (VOC) ein Dorn im Auge, um das Monopol des Gewürzhandels zu erlangen. Die Feindseligkeiten zwischen den beiden Parteien hatten bereits in 1616 begonnen, als 15 holländische Seeleute bei einem Massaker durch Makassaren ihr Leben auf dem Schiff De Eendracht verloren hatten, als Vergeltung für die Geiselnahme der adeligen Makassaren auf dem Schiff Enkhuisen in 1615 seitens der VOC. 1633 verhängte die VOC eine Seeblockade („1. VOC Expedition“) gegen Makassar, nachdem es ihren Antrag auf das Handelsmonopol zu Lasten anderer europäischen Händler abgelehnt hatte. Die Blockade wurde aber durch die überlegene Seemacht des Königreichs durchbrochen. Darauffolgend wurde am 26. Juni 1637 ein Friedensvertrag zwischen Sultan Alauddin und Generalgouverneur Antonio van Diemen geschlossen, der unter anderem regelte, dass Makassar mit den von Gegnern der VOC kontrollierten Gebieten nicht handeln durfte und die VOC im Gegenzug keinen Handelsposten mehr in Makassar gründen durfte. Als die Portugiesen 1641 Malakka an die Niederländer verloren, wuchs die Bedeutung von Makassar für die Portugiesen als Handelszentrum für Seide, Sandelholz und Edelsteine. 1660 stieg die Anzahl der in Makassar lebenden Portugiesen auf etwa 2000 und zuletzt, vor dem Ausbruch des Makassarkrieges, auf rund 4000. Damit wurde die Stadt vorübergehend das Zentrum der Dominikaner beziehungsweise Katholiken in Südostasien. Die Stadt Makassar selbst hatte zu jener Zeit etwa 100.000 Einwohner, also deutlich mehr als das damalige Amsterdam mit 60.000 Einwohnern, dem Hauptsitz der VOC.

#### Zweite VOC Expedition
Gows König Tumamenang ri Papambatuna (Sultan Muhammad Said) und sein geschäftstüchtiger Heerführer Tallos achter König Pattingalloang, genannt Sultan Mahmud, (1641–1654) teilten sich mit dem portugiesischen Seefahrer Francisco Vieira de Figueiredo und dem spanischen Handelskonsul Pedro de la Matta eine Handelsgesellschaft im Stadtzentrum Makassars. Am 16. Mai 1642 schenkte Vieira (indonesisch Wehara) der Stadt einen Elefanten, den er aus Indien geholt hatte und von den Makassaren als „ein Tier, halb so groß wie ein Haus“ beschrieben wurden. Fasziniert von dem exotischen Tier, bestellte Sultan Mahmud ein weiteres Tierpaar, diesmal aus der Wüste stammend, Kamele, bei dem Generalgouverneur in Batavia. Sultan Mahmud sprach Arabisch, Dänisch, Französisch, Griechisch, Italienisch, Lateinisch, Niederländisch und Portugiesisch. Letztere Sprache beherrschte er so gut, dass man ihn als Muttersprachler aus Lissabon hätte halten können, wenn man ihn nicht zuvor gekannt hätte. So beschrieb ihn Alexandre de Rhodes, der ihn über seine mathematische Leidenschaft zu missionieren versuchte. Er hatte darüber hinaus eine Leidenschaft für Astronomie und nahm zwei aus Italien von Sultan Alauddin bestellte galileische Fernrohre in Empfang. Ein Jahr zuvor, 1652, bekam er von der VOC einen großen Globus mit etwa 4 m Umfang geschenkt, den bis dato größten von Joan Blaeu gebauten Globus. Der zeitgenössische niederländische Dichter Joost van den Vondel widmete Sultan Mahmud angesichts seines wissenschaftlichen Talents das Gedicht „Pantagoule, Prinz van Makazar:...Dien Aardkloot zendt 't Oost-Indisch Huis; Den grooten Pantagoule thuis;Wiens aldoorsnuffelende brein; Een gansche wereld valt te klein;...“ (Pattingaloang, Prinz von Makassar:...Den Globus versandt das Ostindien-Haus; Zum großen Pattingaloang-Haus; Wessen allzeit schnüffelndes Gehirn; Eine ganze Welt wird zu klein...). Sultan Mahmud erzog den jungen Sultan Hasanuddin gemeinsam mit dem gleichaltrigen Arung Palakka, dem späteren Herrscher von Bone. Nach dem Tod von Sultan Muhammad Said übernahm Sultan Mahmud eingangs auch die Funktion des Statthalters, weil Sultan Hasanuddin noch zu jung war. Zur Verteidigung Makassars gegen einen weiteren möglichen Angriff seitens der VOC ließ der Sultan 500 Schiffe und ein berühmtes sechs Meter langes Geschütz mit 41,5 cm Kaliber bauen, genannt „Kind Makassars“ (indonesisch Anak Makassar). Im Jahre 1654, dem Todesjahr von Sultan Mahmud, wurde eine starke Flotte („2. VOC Expedition“) zum Angriff auf Makassar aus Batavia entsandt, die ebenfalls zurückgeschlagen wurde. In Folge baute das Königreich Schutzkanäle entlang der bestehenden Stadtmauer und Befestigungen, die teilweise von Zwangsarbeitern aus den benachbarten Königreichen Bone und Soppeng ausgeführt wurden.

#### Dritte VOC Expedition

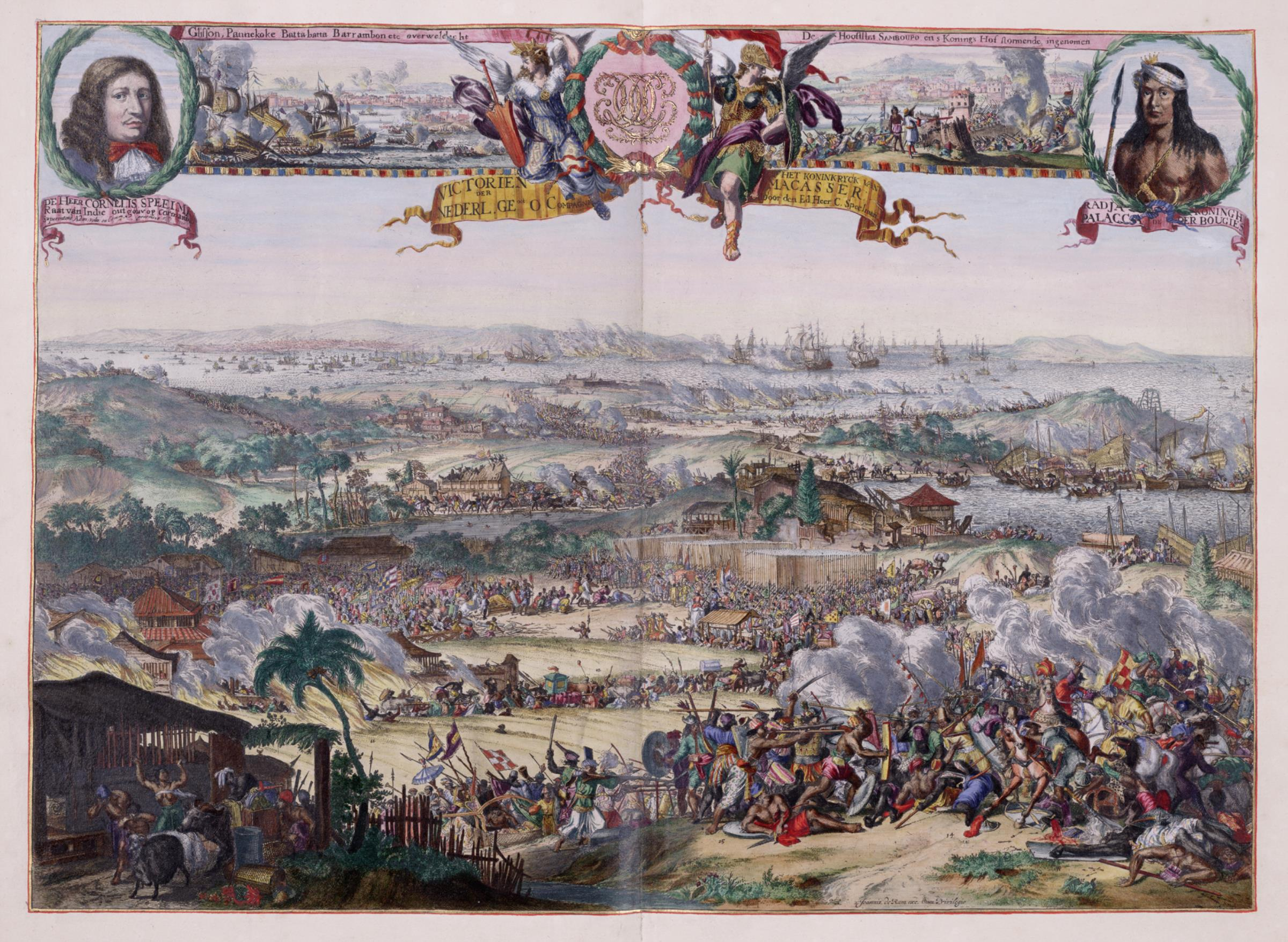
Die Eroberung Makassars durch die alliierten Holländer-Buginesen-Butonesen (1666–1669). In den oberen kleinen Bildern die alliierten Führer: Speelman (links) und Palakka (rechts); publiziert durch Johannes de Ram in Amsterdam um 1690 (Koninklijke Bibliotheek, inv.nr. 1049B13_030; Rijksmuseum, inv.nr. RP-P-OB-75-350)

Während des bestehenden Friedensvertrages griff 1666 eine aus 21 Schiffen bestehende Flotte mit 600 Seetruppen („3. VOC Expedition“) unter der Führung von Cornelis Speelman gemeinsam mit ihren Verbündeten aus Buton und Ternate unter Kapitän Jonker von der Seeseite und gleichzeitig Arung Palakka für die Befreiung Bones von der Landseite über Soppeng die Stadt Makassar an, während die anderen Bugi-Königreiche Luwu und Wajo Makassar unterstützten. Somit begann der langwierigste Krieg der VOC in ihrer Geschichte, wobei Admiral Speelman zwischenzeitlich seine Kriegsschiffe nach Buton verlegte, um Verstärkung aus Batavia abzuwarten und gleichzeitig die makassarische Flotte unter Karaeng Bontomarannu (niederländisch Admiral Monte Maranno) abzufangen. Die 20.000 Mann starke Truppe kehrte gerade zurück von einem Landkrieg um den von Bone und Soppeng unterstützten Unabhängigkeitsversuch von Buton niederzuschlagen und konnte demzufolge am Silvestertag 1666 keinen wirklichen Widerstand mehr gegen Speelman leisten. Nach langen Kämpfen, bei denen die Festung Panakkukang (niederländisch Panakoke) gestürmt und die Festung Ujung Pandang von der VOC eingenommen worden war und Makassar große Verluste erlitten hatte, unterschrieb Sultan Hasanuddin am 18. November 1667 den für Makassar sehr nachteiligen Vertrag von Bongaja, der unter anderem die Ausweisung ihrer langjährigen Handelspartner, Portugiesen und Briten, verlangte und wesentliche Einschränkungen ihrer freien Handelspolitik verhängte. Sultan Hasanuddin kämpfte noch weiterhin gegen die VOC zwecks Aufrechterhaltung seiner Handelspolitik, doch dann verließen die letzten Portugiesen um Bruder Antonio de Torres in 1668 die Stadt in Richtung Solor und Lifau auf Timor.

### Niederländische Kolonialzeit

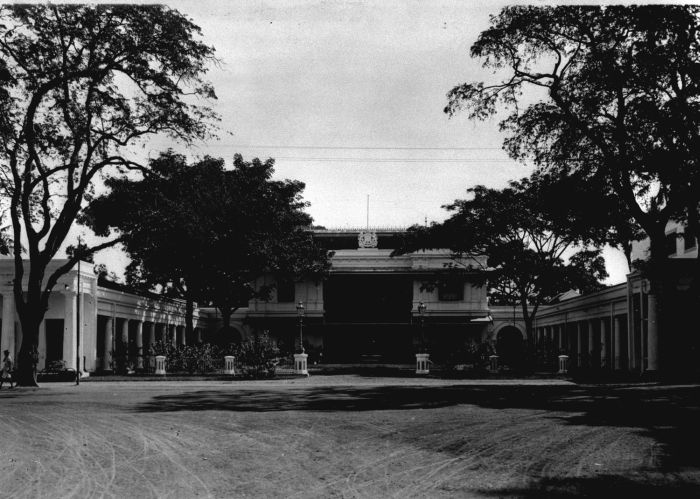
Residenz des Gouverneurs (um 1920). Heute ist sie eine Polizeistation.

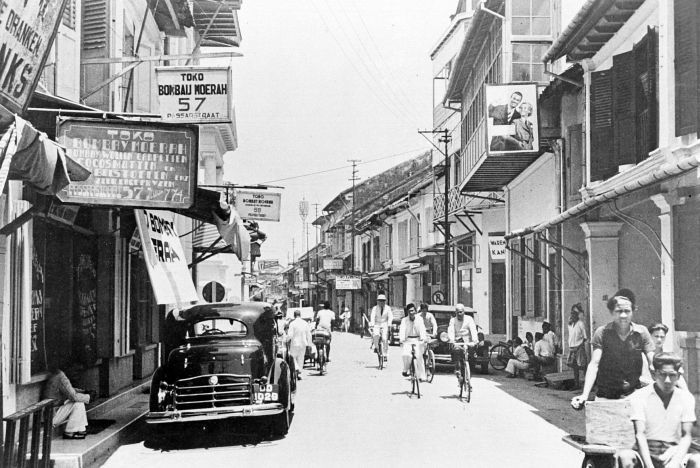
Die Passarstraße in den 1930er Jahren. Heute die Nusantarastraße

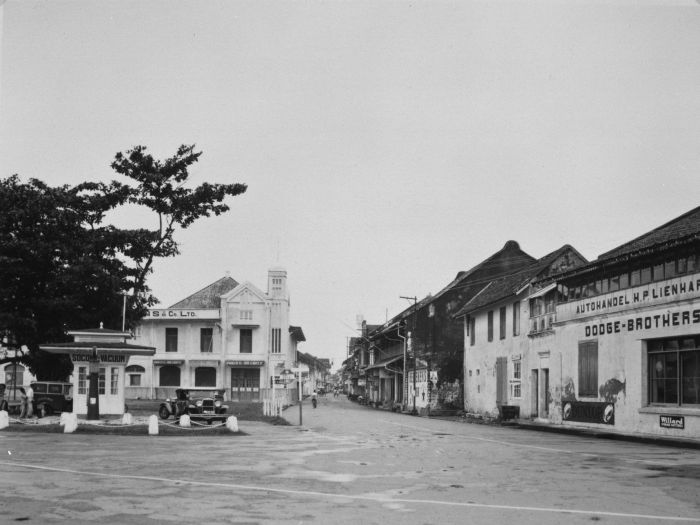
Eine Tankstelle und ein Autohändler in der Passarstraße um 1935

#### Zerstörung der Altstadt
Am 24. Juni 1669 übernahm die VOC nach einem dreijährigen Krieg endgültig die Kontrolle über die Stadt. Die tagelang eingekesselte Festung Somba Opu wurde eingenommen und zwei Jahre später samt dem umliegenden Stadtzentrum von der VOC vollständig zerstört. Nach der Kapitulation dankte Sultan Hasanuddin ab und übergab seinem Sohn Tumammaliang ri Alluq (Sultan Amir Hamzah) die Regierungsgewalt als neuer König. Hasanuddin zog sich gemeinsam mit seinen Führungskräften ins ländliche Tamalate zurück und verstarb dort ein Jahr später. Das 9,5 Tonnen schwere Geschütz Anak Makassar wurde von der VOC beschlagnahmt und nach Batavia verbracht, wo es in 1686 von Johann Wilhelm Vogel in Augenschein genommen wurde. Er bewunderte es in seinem 1690 erschienenen Buch wie folgt: „...dasselbe ist so groß und 12 Elbogen lang, hat eine solche weite Mündung, dass der gröste Mensch gar füglich hinein kriechen und sich verbergen kan; Die Kammer daran ist Metall, das übrige aber Eisen, so glatt und schön, als wenn es von einem Drechsler überdrehet wäre, und soll dieses in Eroberung der Insul Makasser gefunden worden sein...“. Auch er verwendete noch den unscharfen Begriff „Insel Makassar“. Die VOC vollzog den weiteren Punkt des Vertrags von Bongaja, nämlich die Vernichtung aller Festungen bis auf jene von Ujung Pandang. Diese einzig verbliebene Festung wurde nach dem Geburtsort von Speelman in Fort Rotterdam umbenannt und um 1673 gründlich umgebaut. Die Steinmauer wurde auf sieben Meter Höhe und zwei Meter Breite verstärkt und im Innenhof wurden das Speelmanhaus, eine evangelische Kirche sowie ein Gewürzlager gebaut. Das Fort diente der VOC als militärisches und administratives Zentrum für Süd-Sulawesi. Dort wurde später auch Prinz Diponegoro (1785–1855) von Yogyakarta bis zu seinem Tod gefangen gehalten. Nördlich der Festung, wo der heutige Stadtteil Ujung Pandang (Altstadt) samt Hafen und Fischereihafen Paotere liegt, wurde nach der Vorstellung von Speelman eine neue, deutlich kleinere Stadt namens Vlaardingen errichtet, ähnlich dem Größenverhältnis des kleinen Vlaardingen zum benachbarten größeren Rotterdam in den Niederlanden.

#### Makassar Diaspora
Die inhaftierten Makassarkämpfer wurden von den Niederländern in andere Teile ihres Kolonialreiches deportiert, so beispielsweise in 1686 Kapitän Daeng Matara nach Batavia, zu einem dort so benannten Ort Kampung Makasar, entsprechend dem heutigen Stadtteil Makasar Ostjakartas. Der islamische Gelehrte Scheikh Yusuf Tuanta Salamaka wurde gemeinsam mit seinem Anhänger 1694 nach Kapstadt, Südafrika, zu einer kleinen Küstenstadt nahe dem Bezirk Somerset West verbracht, die er später nach seiner Heimat Macassar benannte. Die anderen Makassaren, die nicht unter der niederländischen Kolonialmacht leben wollten, hatten die Stadt verlassen, um anderswo ein freies Leben zu erlangen. Diese große Umsiedlung im 17. Jahrhundert ist bekannt als die bugische oder makassarische Diaspora und führte zu ihrem Eintritt in die Politik der Insel Java, Sumatra und der Halbinsel Malaya (Malaysia), besonders an dessen Südspitze - Johor, bis ins Ayutthaya in Siam, wo sie eine blutige Revolte gegen die Franzosen entfachten.

#### Aufbau der Neustadt
Der danach beginnende Niedergang Makassars durch den Handelsverbot endete erst im 19. Jahrhundert, als die niederländische Kolonialregierung, die die inzwischen bankrotte VOC übernahm, die Stadt erneut zum Wirtschafts- und Verwaltungszentrum des südlichen Sulawesi aufbaute. Der lange Zeit gültige Vertrag von Bongaja wurde 1824 durch das „Bongajaische Abkommen zu Ujung Pandang“ (niederländisch Het Bongaaisch Contract te Oedjoeng Pandang) ersetzt, um Handelsbeziehung mit den Makassaren wieder aufzubauen und Nutzpflanzen anzubauen, deren Verkaufserträge vor allem der Finanzierung der niederländischen Kriegsbeteiligung in Europa dienten. Darauffolgend erhielt Makassar im Jahre 1846 wieder seinen Status als Freihafen und 1906 den Status Gemeinde, deren Sauberkeit und Charme über das gesamte Niederländisch-Indien von Joseph Conrad in seinem Buch gelobt wurde. Im Jahr 1891 genehmigte die niederländische Kolonialregierung die Niederlassung katholischer Missionare, und damit gab es, erstmals nach 250 Jahren, wieder Katholiken in der Stadt. Darauffolgend wurde im Juni 1914 die älteste katholische Kirche der Stadt gebaut und im April 1937 das Erzbistum Makassar gegründet. Das Gouvernement Groote Oost wurde 1939 gegründet. Im Zweiten Weltkrieg wurde Makassar, trotz der Verteidigung durch tausend KNIL-Truppen, von Japan vom 9. Februar 1942 bis zu dessen Kapitulation am 15. August 1945 besetzt.

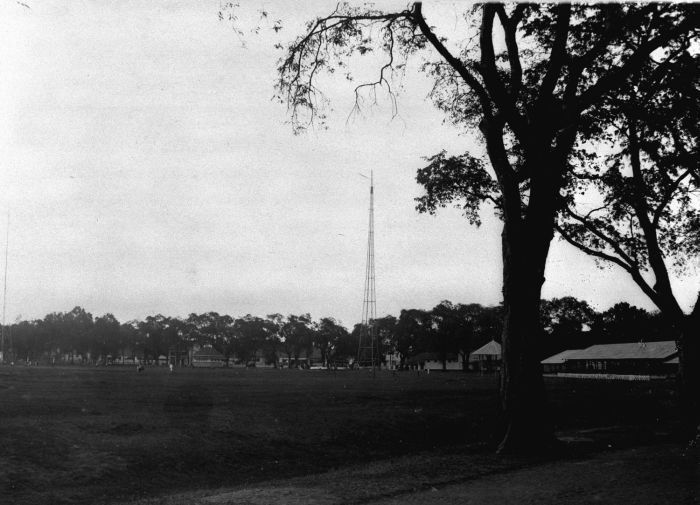
Der Königsplatz um 1920 (heute Lapangan Karebosi)
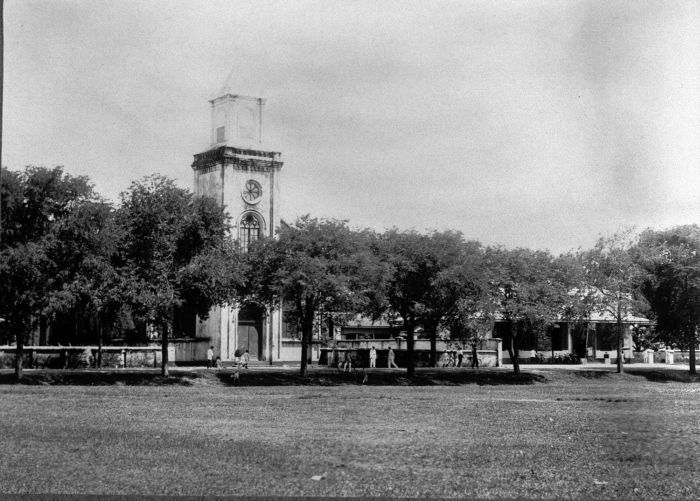
Das Postamt um 1920
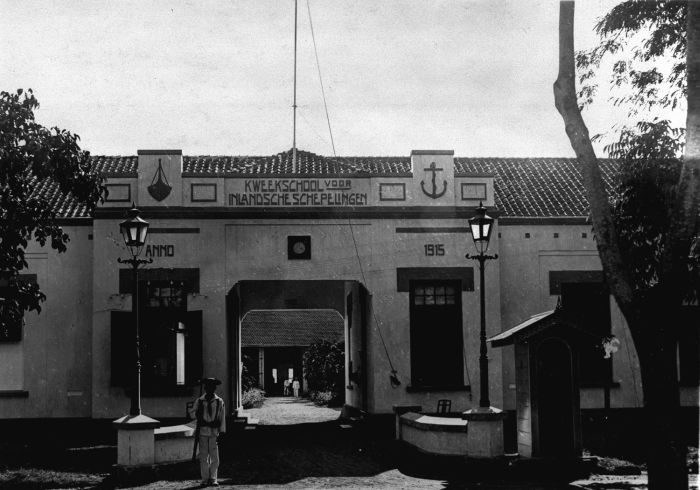
Die Berufsfachschule und heutige Armeehauptquartier für einheimische Seeleute um 1924
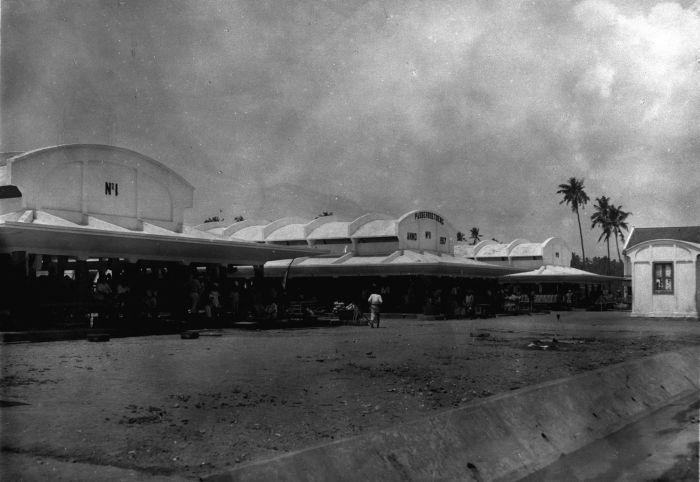
Markt (Pasar) Boetoeng um 1924
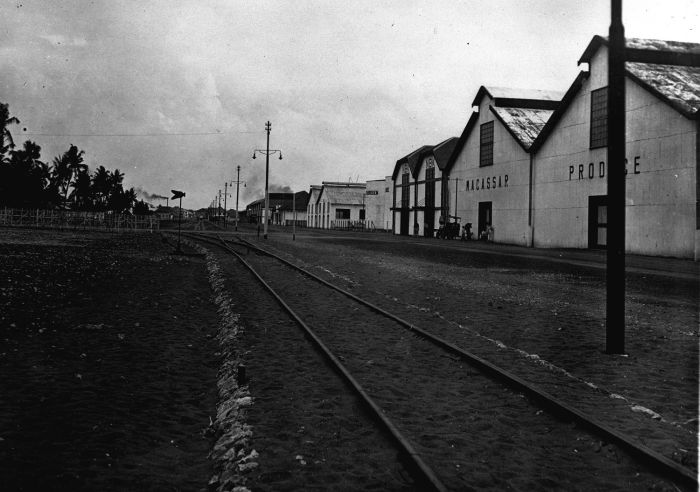
Tramschienen zum Hafen um 1924

### Indonesische Unabhängigkeit

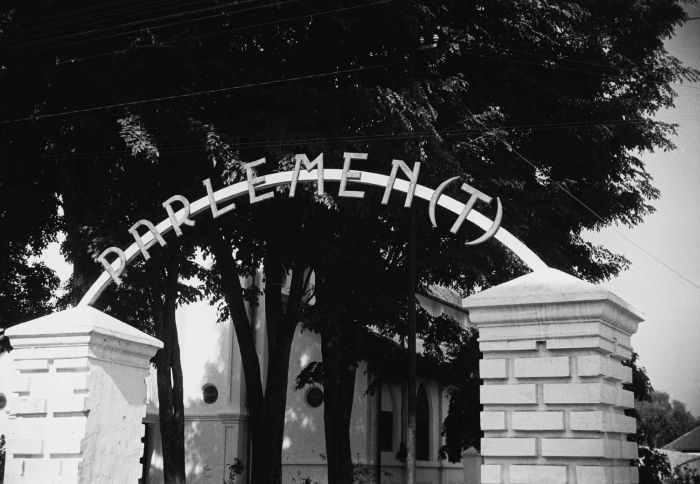
Eingangstor zum Parlamentsgebäude des Staates Ostindonesien um 1948

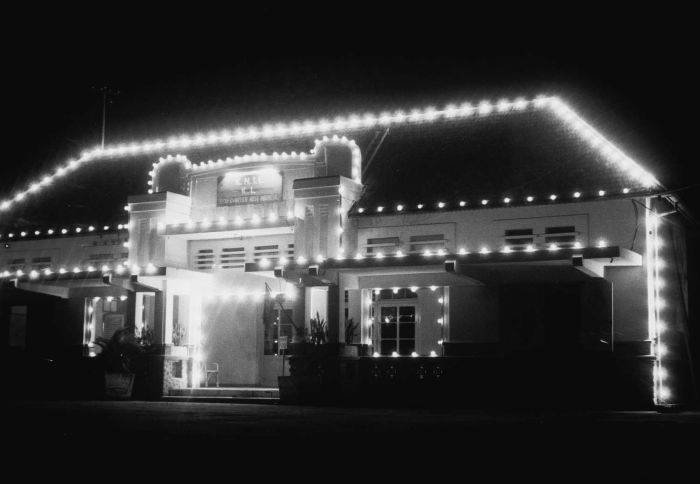
Beleuchtetes KNIL-Hauptquartier in Makassar zum Koninginnedag um 1948

#### Unabhängigkeitskrieg
Nach der Proklamation der indonesischen Unabhängigkeit im August 1945 erklärte sich Makassar zum Teil der neu gegründeten Republik. Während des indonesischen Unabhängigkeitskrieges kämpften die Nationalisten dort, wie auch in anderen Teilen Indonesiens, gegen die Rückgabe des Landes an die niederländische Kolonialregierung. Zwischen Dezember 1946 und Februar 1947 richtete das Depot der Eliteeinheit (niederländisch Depot Speciale Troepen, DST) der KNIL, unter Hauptmann Raymond Westerling ein Massaker in Makassar und den umgebenden Städten Südsulawesis mit geschätzten 40.000 Opfern unter den Zivilisten an. Makassar war auch die Hauptstadt des von Generalgouverneur Van Mook durch die Malino-Konferenz am 25. Juli 1946 gegründeten Marionettenstaates Ostindonesien, der am 17. August 1950 mit anderen Teilen der Vereinigten Staaten von Indonesien zu der Republik Indonesien verschmolz. Als Folge war die Stadt das Schlachtfeld zwischen den Föderalisten unter Hauptmann (später Oberst) Abdul Azis und den Befürwortern des Zentralstaates unter Oberst Sunkono während des sogenannten „Makassar-Aufstands“ (indonesisch Pemberontakan Makassar). In dieser Zeit wurden viele historischen Gebäude durch zeitgemäße moderne Einrichtungen ersetzt.

#### Stadterweiterung
Im August 1971 trafen sich die Bürgermeister von Makassar, Maros und Gowa, um die Flächenvergrößerung der Stadt Makassar zu besprechen. Danach vergrößerte sich die Fläche Makassars von 21 km² auf 175,77 km², was etwa dem früheren Gebiet des Königreichs Gowa-Tallo entspricht. Infolgedessen wurde der Stadtname Makassar am 31. August 1971 gemäß der Regierungsverordnung Nr. 51 in Ujung Pandang geändert, da die beiden anderen Bürgermeister diese Namensänderung als Kompensation für ihre verlorene Distriktfläche verlangten. Damit wollte man verhindern, dass der alte Konflikt zwischen Buginesen (Bone) und Makassaren (Gowa-Tallo) während des Makassarkrieges im 17. Jahrhundert durch die Flächenähnlichkeit des neuen und alten Makassars wieder in Erinnerung kommt. Diese Namensänderung stieß jedoch auf heftige Kritik unter Akademikern der Stadt, weil Ujung Pandang nur ein Stadtteil bzw. Kecamatan von Makassar war/ist. Aus diesem Grund wurde der Name Makassar am 13. Oktober 1999 durch die von dem bugischen Präsidenten der Republik Indonesien Bacharuddin Jusuf Habibie erlassene Regierungsverordnung Nr. 86 vom Jahr 1999 wieder eingesetzt. Die Fläche von Makassar erweiterte sich einschließlich Gewässer auf 275,77 km². Damit wurde der Stadtname Ujung Pandang Geschichte, obgleich er (dialektisch: Jumpandang oder Juppandang) von den Bewohnern der Ortschaften um Makassar, besonders von Buginesen, noch oft verwendet wird. Weiterhin wurde durch die Verordnung der Provinzregierung Nr. 1 vom Jahr 2000 der Gründungstag von Makassar als 9. November 1607 festgelegt, jenem Freitag, an dem das erste Gebet in der zentralen Mosche von Tallo abgehalten wurde.
Am 6. November 1973 wurde Sultan Hasanuddin, der einst von den Holländern als Haantje van het Oosten (Hahn des Ostens) respektiert wurde, durch die Regierungsverordnung Nr. 87/TK/1973 zum indonesischen Nationalhelden ernannt. Viele Einrichtungen der Stadt Makassar, darunter die erste staatliche Universität und der Flughafen, wurden zur Erinnerung an seine Tapferkeit nach ihm benannt.
Im Jahr 1980 wurden die Überreste der Festung Somba Opu und das frühere Stadtzentrum Makassars von Archäologen entdeckt und 1990 teilweise restauriert, darunter die Bastion „Buluwara Agung“ (Großes Bollwerk), wo früher das Geschütz Anak Makassar installiert war. Die Festung liegt infolge der fast vierhundert Jahre andauernden Sedimentation im Mündungsdelta des Flusses Jeneberang mittlerweile nicht mehr direkt am Strand, wie in historischen Zeichnungen Makassars aus dem 17. Jahrhundert gezeigt.

#### Jahrtausendwende
Um die Jahrtausendwende 1999/2000 entwickelte sich Makassar zu einer Millionenmetropole mit einem stabilen und überdurchschnittlichen Wirtschaftswachstum. 2013 hatte die Stadt bereits über 1,6 Millionen Einwohner, erneut deutlich mehr als Amsterdam, dem ehemaligen Hauptsitz der VOC. Andererseits ist jene Großstadt der Niederlande nunmehr deutlich internationaler als Makassar, wo vor 350 Jahren viele Portugiesen und diverse andere Nationalitäten vor dem Ausbruch des Makassarkrieges 1660 lebten.

## Bürgermeister

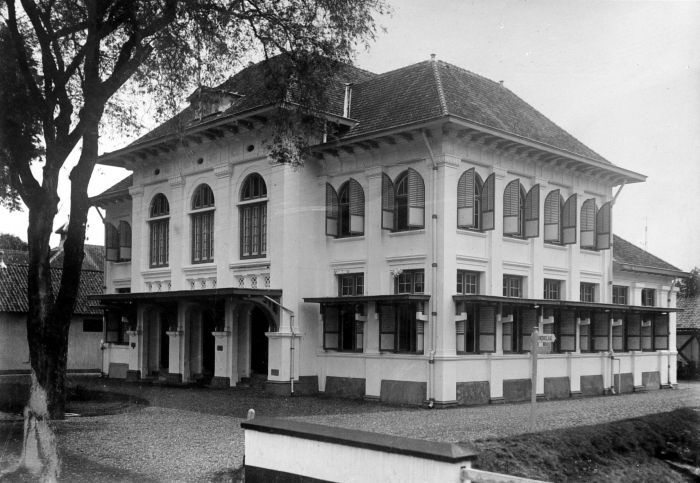
Rathaus der Gemeinde Makassar (heute: Museum Makassar in Balaikota-Straße) um 1924

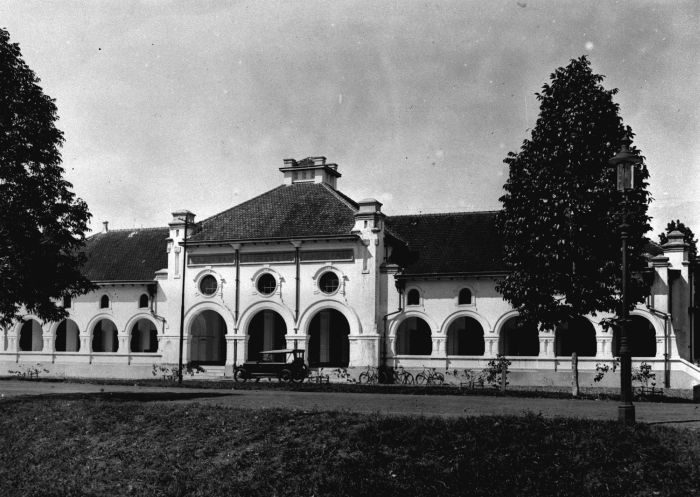
Das Gerichtsgebäude in Makassar (heute: Oberstes Zivilgericht Makassars in Kartini-Straße) um 1924

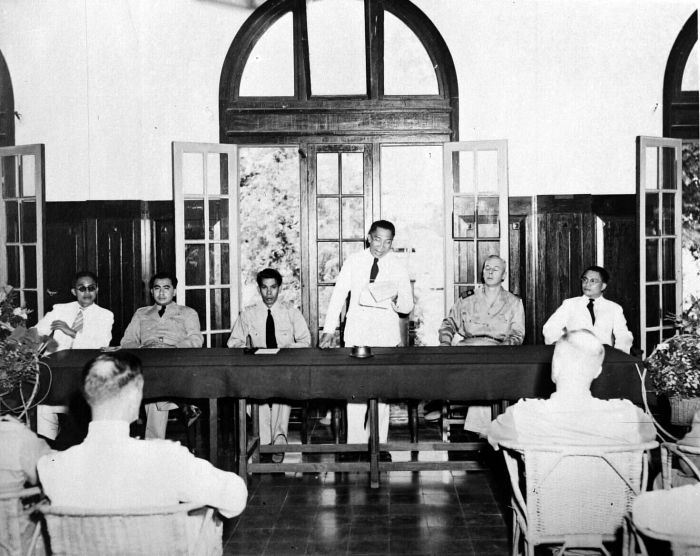
Der erste indonesische Bürgermeister Makassars, Abdoel Hamid (1946)

Seit der Ernennung Makassars als Gemeinde haben Bürgermeister aus drei unterschiedlichen Nationen (Niederlande, Japan und Indonesien) die Stadt regiert:

### Niederländische Kolonialregierung
- J. E. Dambrink (1918–1927)
- J. H. de Groot (1927–1931)
- G. H. J. Beikenkamp (1931–1932)
- F. C. van Lier (1932–1933)
- Ch. H. ter Laag (1933–1934)
- J. Leewis (1934–1936)
- H. F. Brune (1936–1942)

### Japanische Besatzung
- B. Yamasaki (1942–1945)
- Nadjamuddin Daeng Malewa (1945)

### Holländische Übergangsverwaltung (NICA)
- H. F. Brune (1945)
- D. M. van Zwieten (1945–1946)

### Vereinigte Staaten von Indonesien
Die Bürgermeister wurden nicht gewählt, sondern von dem damaligen Ost-Indonesischen Präsidenten, Soekawati, direkt ernannt.
- Abdoel Hamid Daeng Magassing (1946–1947)
- I. M. Qaemuddin (1950–1951)
- J. Mewengkang (1951)

### Republik Indonesien
- Sampara Daeng Lili (1951–1952)
- Achmad Dara Syachruddin (1952–1957)
- Mohammad Junus Daeng Mile (1957–1959)
- Latif Daeng Massikki (1959–1962)
- H. Arupala (1962–1965)
- Oberst H. Muhammad Daeng Patompo (1962–1976)
- Oberst Abustam (1976–1982)
- Oberst Jancy Raib (1982–1988)
- Oberst Suwahyo (1988–1993)
- H. A. Malik B. Masry, SE, MSi (1994–1999)
- Drs. H. B. Amiruddin Maula, SH, MSi (1999–2004)
- Ir. H. Ilham Arief Sirajuddin, MM (2004–2008)
- Ir. H. Andi Herry Iskandar, MSi (2008–2009)
- Ir. H. Ilham Arief Sirajuddin, MM (2009–2013)
- Ir. H. Mohammad Ramdhan Pomanto (2014–2019)
- Muhammad Iqbal Samad Suhaeb (2019–2020)
- Rudy Djamaluddin (2020–2021)
- Mohammad Ramdhan Pomanto (2021–2025)
- Munafri Arifuddin (2025 bis jetzt)

## Kultur und Sehenswürdigkeiten
- Die Zentrumsmoschee von Makassar
- Der Kathedrale des römisch-katholischen Erzbistums Makassar, 1914 im Stil der Neoromanik mit rund 400 Sitzplätzen erbaut, bildet einen lebhaften Kontrast zu den zahlreichen Moscheen der Stadt.
- Der chinesische Tempel zu Makassar, erbaut zwischen 1890 und 1920, als die Stadt etwa 15000 chinesische Einwohner hatte.
- Fort Rotterdam
- Festung Somba Opu
- Losari-Strand
- Akkarena-Strand[39]
- Barombong-Strand
- Insel Laelae
- Insel Khayangan
- Insel Samalona
- Fischereihafen Paotere
- Trans Studio (drittgrößter Indoor-Spaßpark der Welt[40])
- Das weithin sichtbare, 75 m hohe Mandala Monument wurde 1994–96 errichtet.[41] Es erinnert an die Annexion Westneuguineas durch Indonesien nach der von dem späteren Präsidenten Suharto geleiteten Operation Mandala. Im Bereich des Sockels des Denkmals befinden sich zahlreiche Reliefs und Wandgemälde, die den Alltag in Makassar im 17. Jahrhundert sowie Szenen aus der Operation Mandala darstellen.

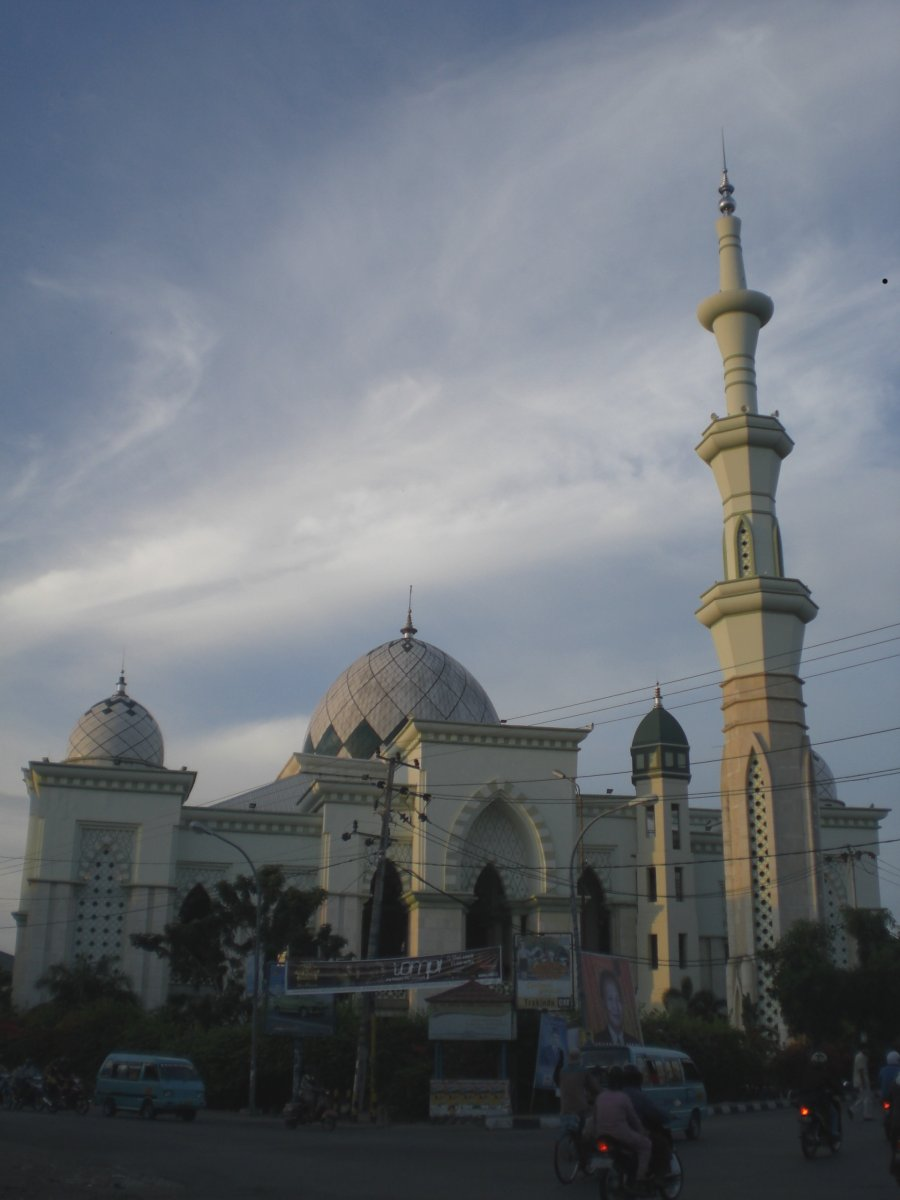
Die Zentrumsmoschee von Makassar (Masjid Raya Makassar)
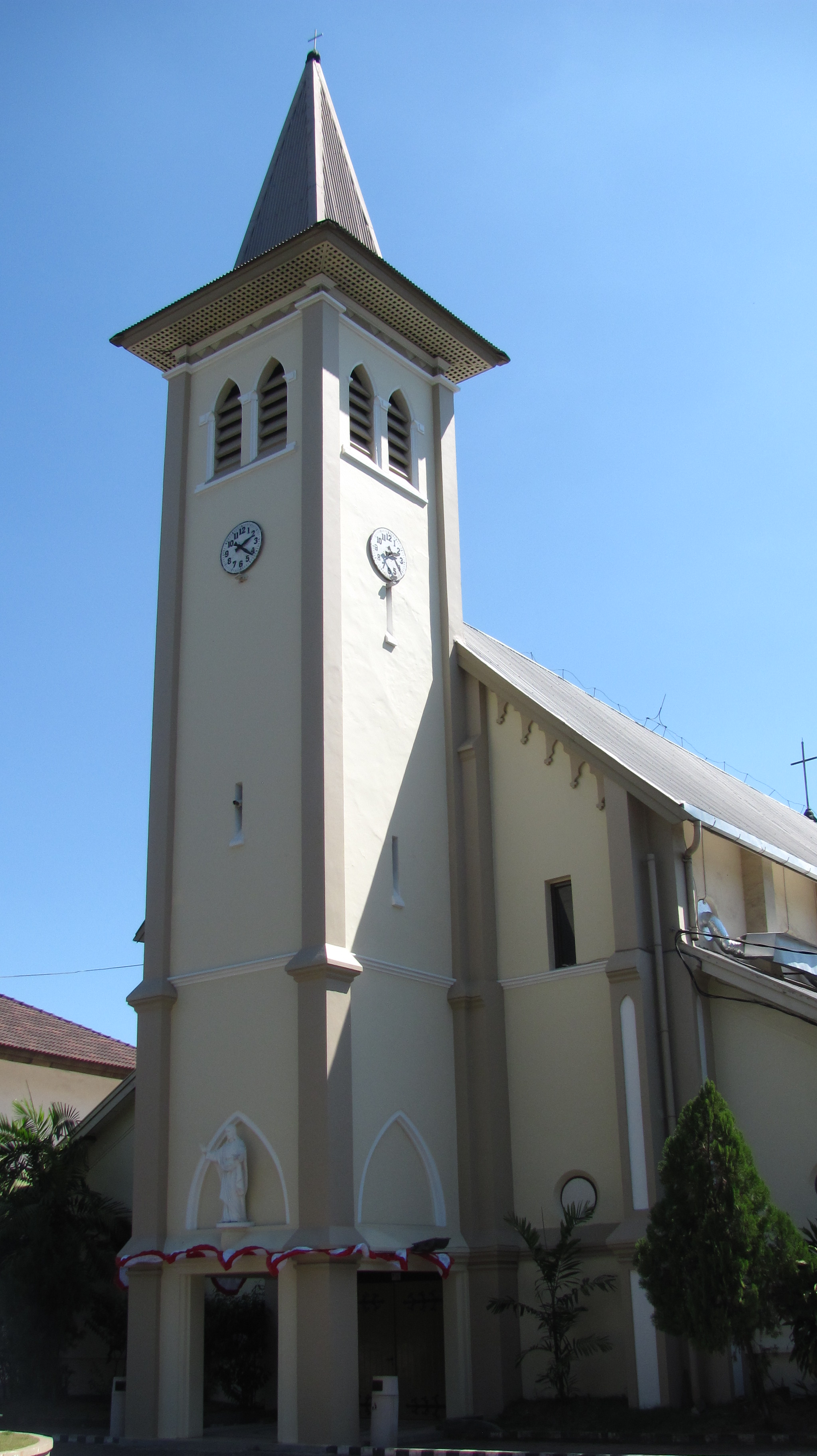
Katholische Kathedrale zu Makassar (Katedral Makassar)
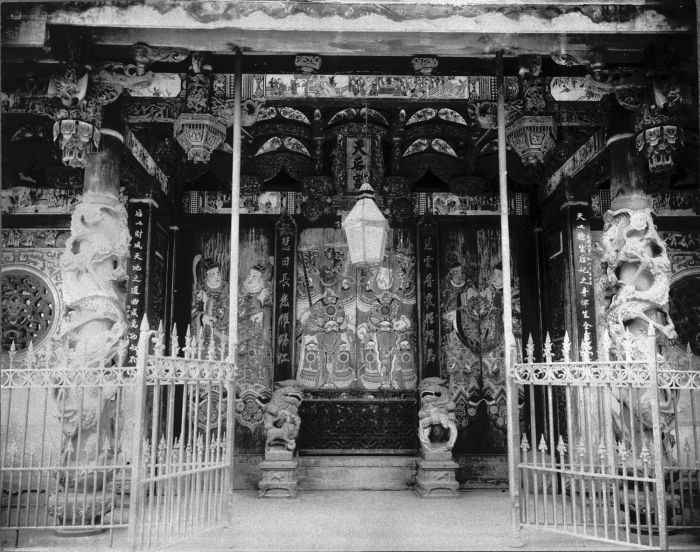
Der chinesische Tempel zu Makassar (Klenteng Makassar)
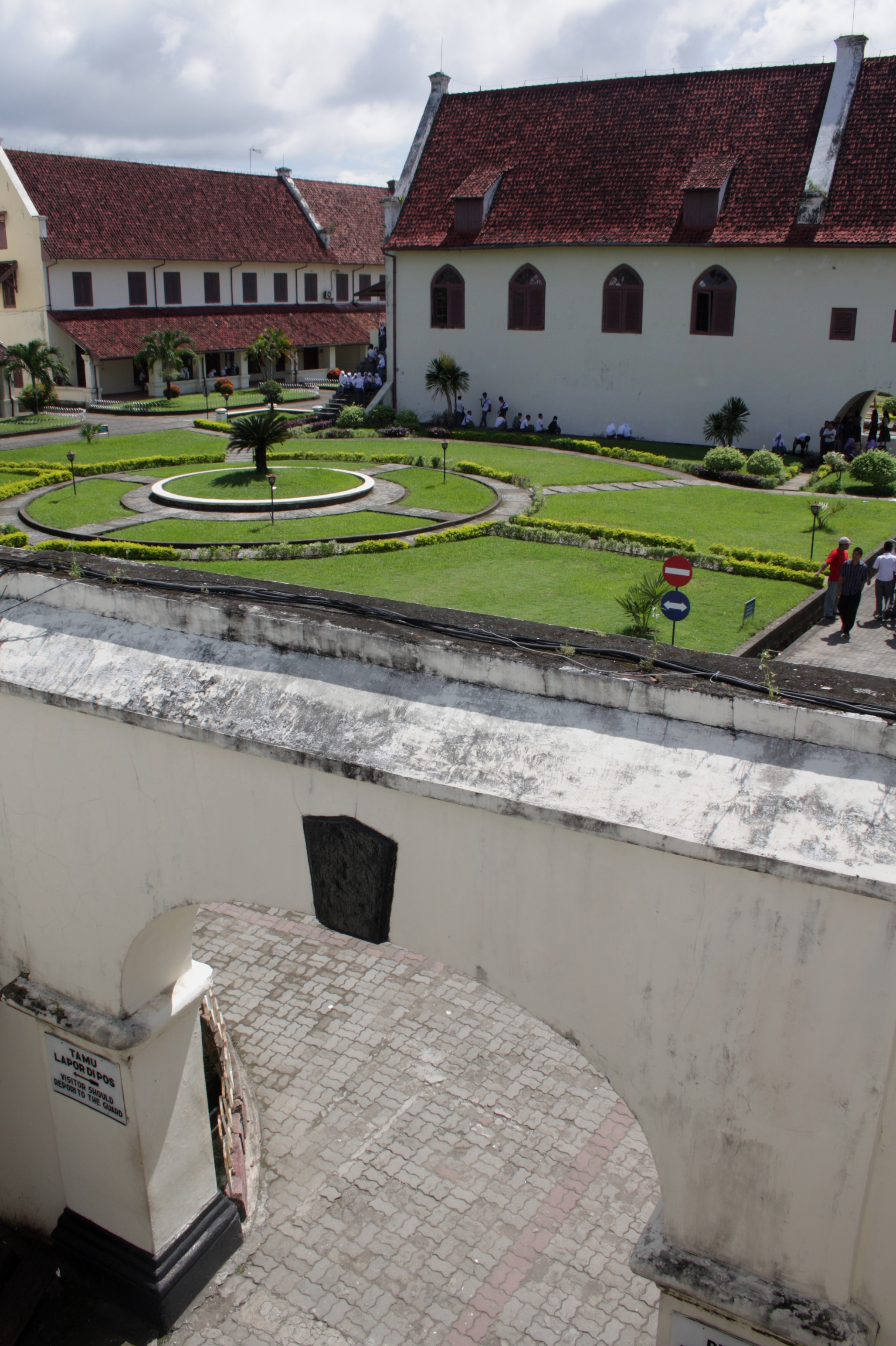
Fort Rotterdam (Benteng Ujungpandang)
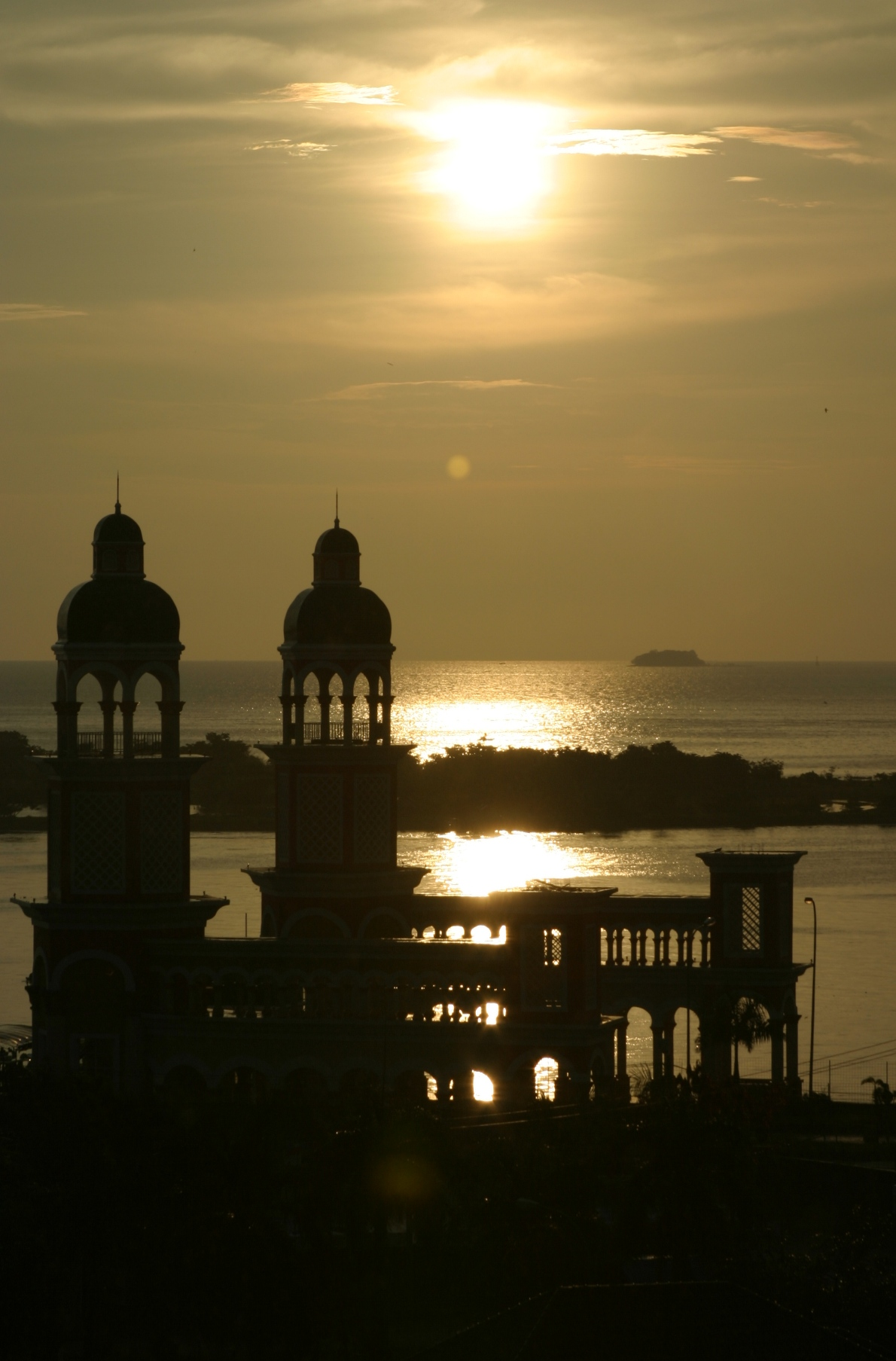
Halbinsel Tanjung Bunga mit Losari-Strand
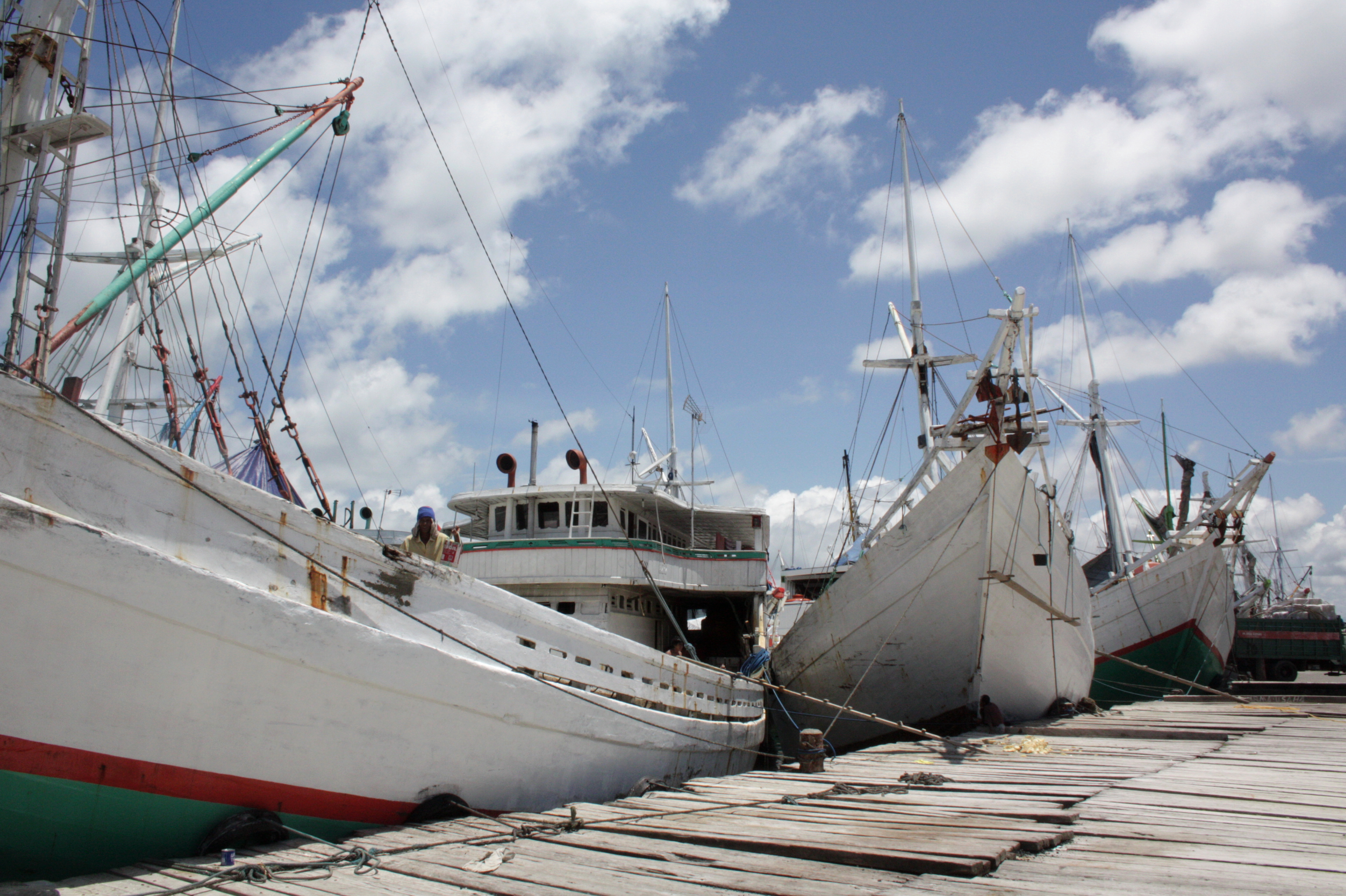
Traditioneller Fischereihafen (Paotere)
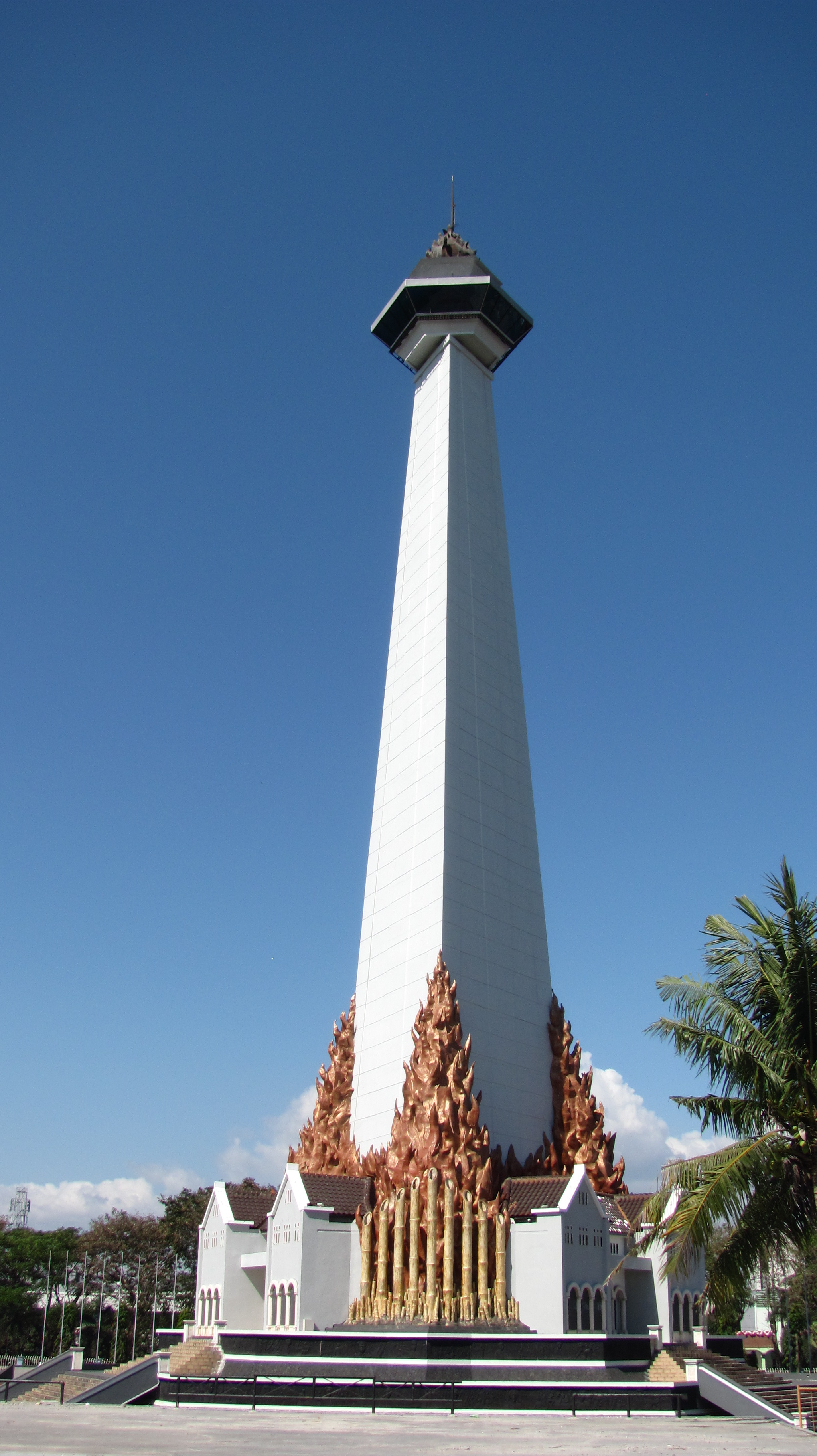
Das Mandala Monument

## Kulinarische Spezialitäten
Makassar ist für sein kulinarisches Essen und großes Angebot an Meeresfrüchten bekannt. Fisch wird meist gegrillt oder gebraten und mit Reis und Gemüse gegessen. Eine typische Vorspeise ist Otak-Otak, eine aus Fisch hergestellte Rolle, eingewickelt in ein Bananenblatt, die zusammen mit verschiedenen Soßen serviert wird.
Die Rindfleischgerichte Coto Makassar und Sop Konro sind eine Spezialitäten der Region und werden meist zusammen mit der in einem Beutel aus pflanzlichen Blättern festgekochten Reisspeise Ketupat oder Burasa gegessen.
Als Nachspeise bzw. Kuchen (makassarisch: Kanrejawa) werden angeboten: Kue Tori', Cucur Bayao, Barongko, Pallu Butung, Pisang Ijo, Pisang Epe und weitere. In einigen Stadtteilen findet man Dangke, der einzige Käse Indonesiens, die durch Beimengung von Papayalatex in die Kuhmilch hergestellt wird.

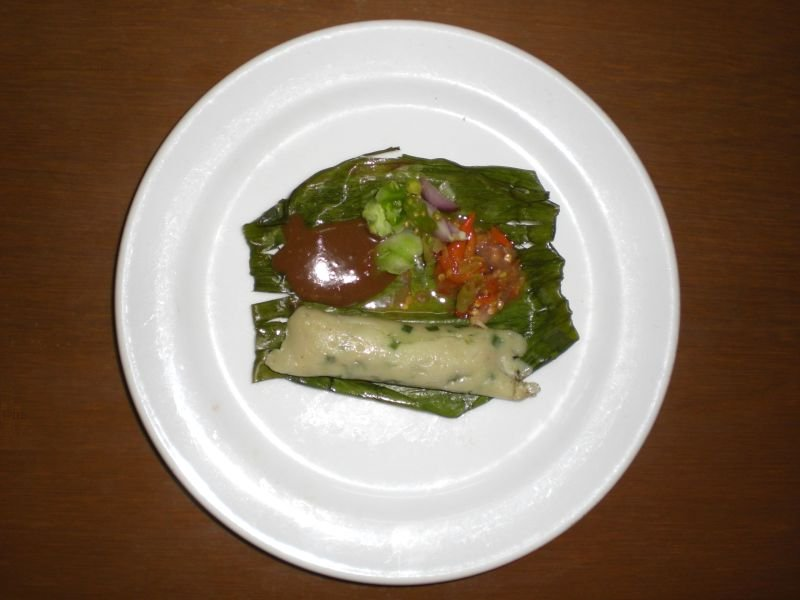
Otak-otak mit Soße
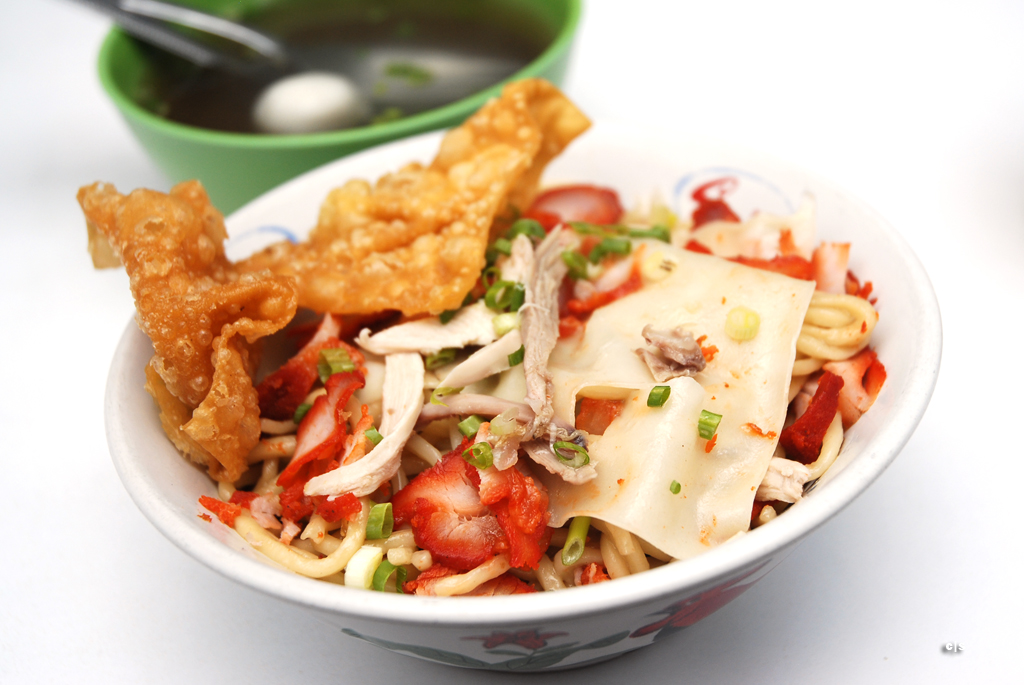
Nudelgericht
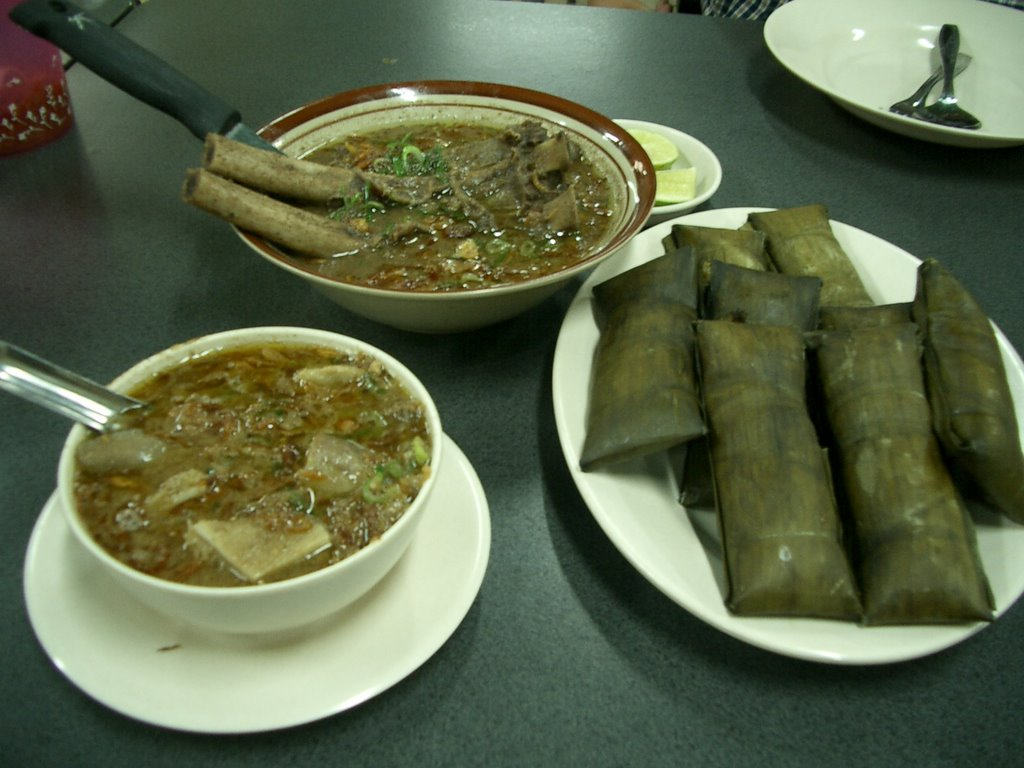
Konro-Suppe mit Burasa
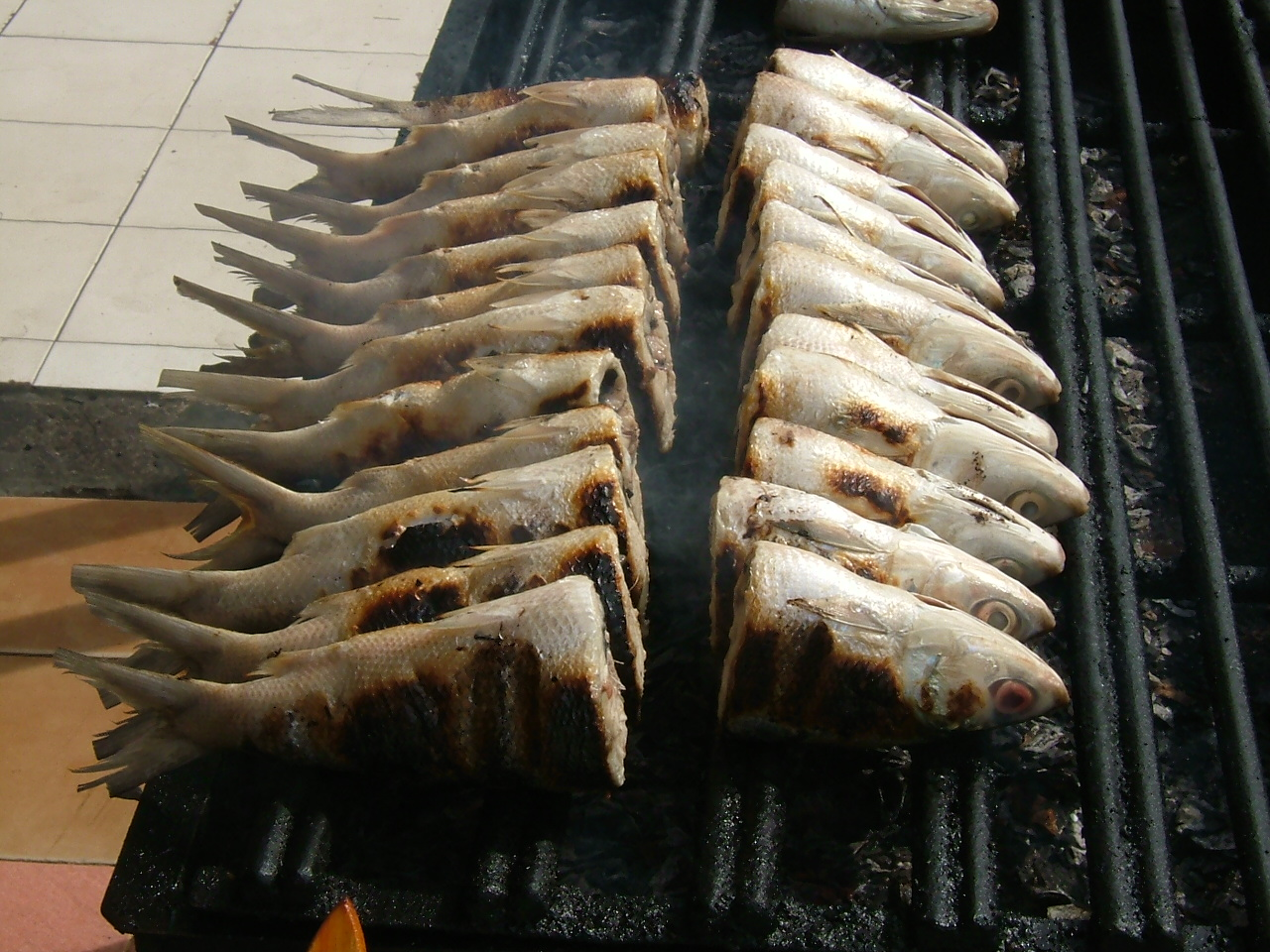
Gegrillter Milchfisch
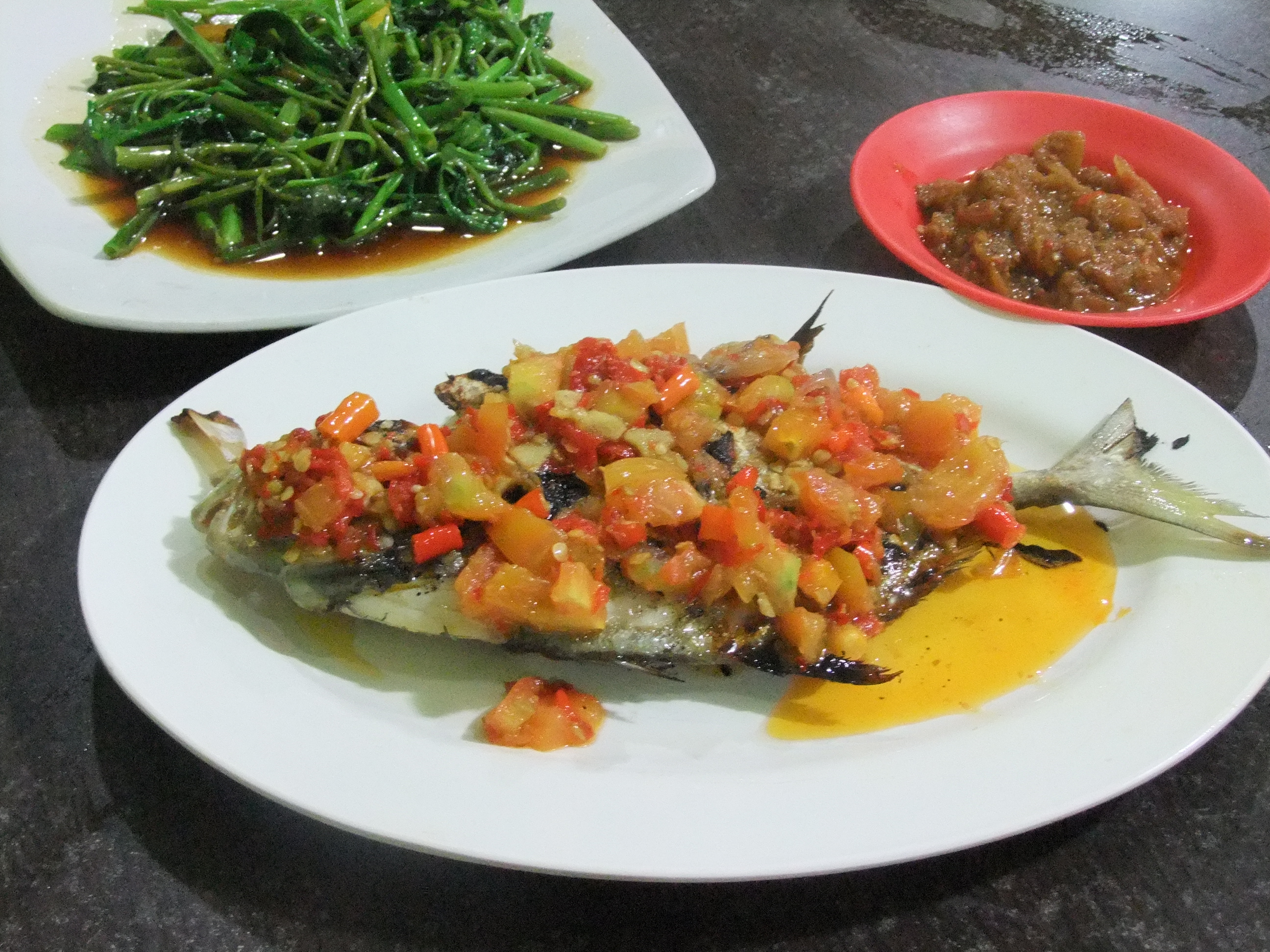
Fisch mit Tomatensoße

## Wirtschaft und Infrastruktur

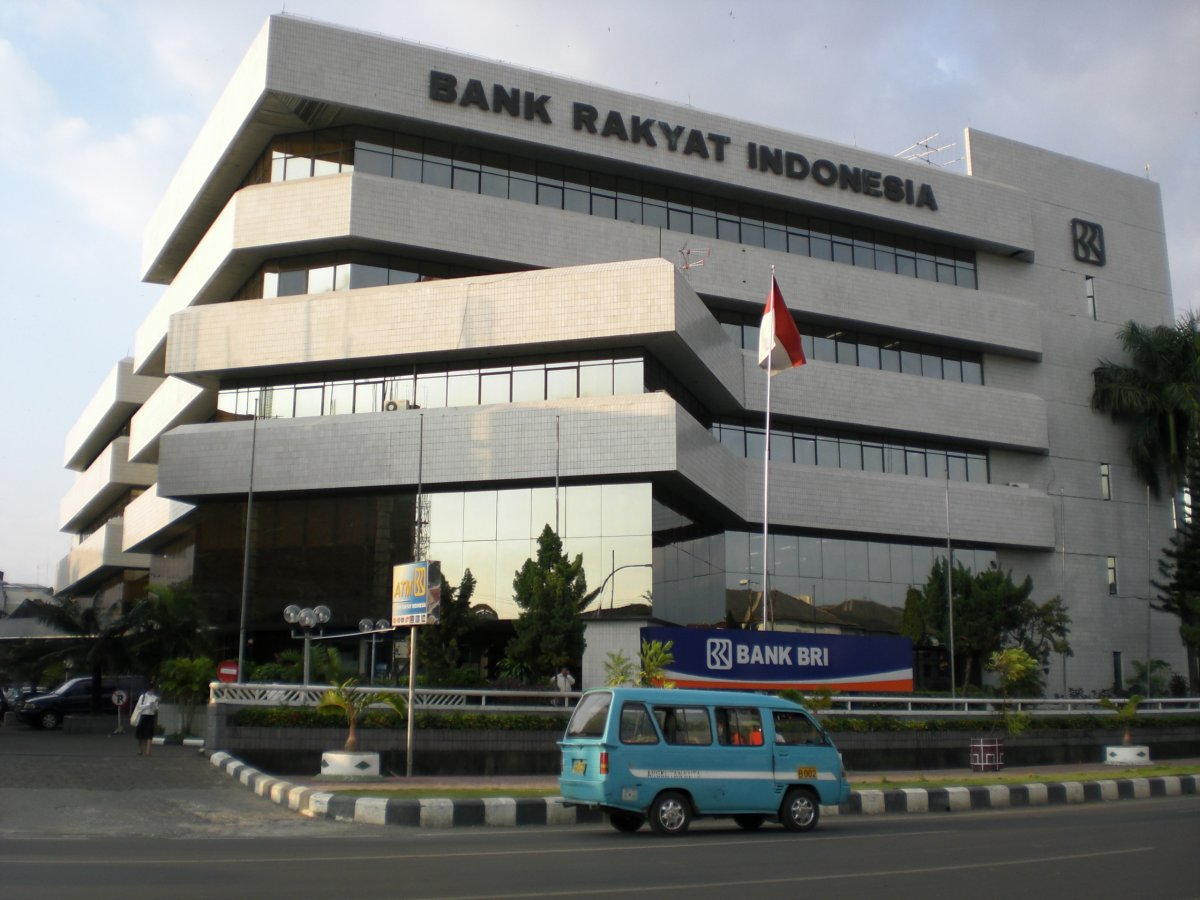
Filiale der Bank Rakyat Indonesia und ein vorbeifahrender Pete-pete

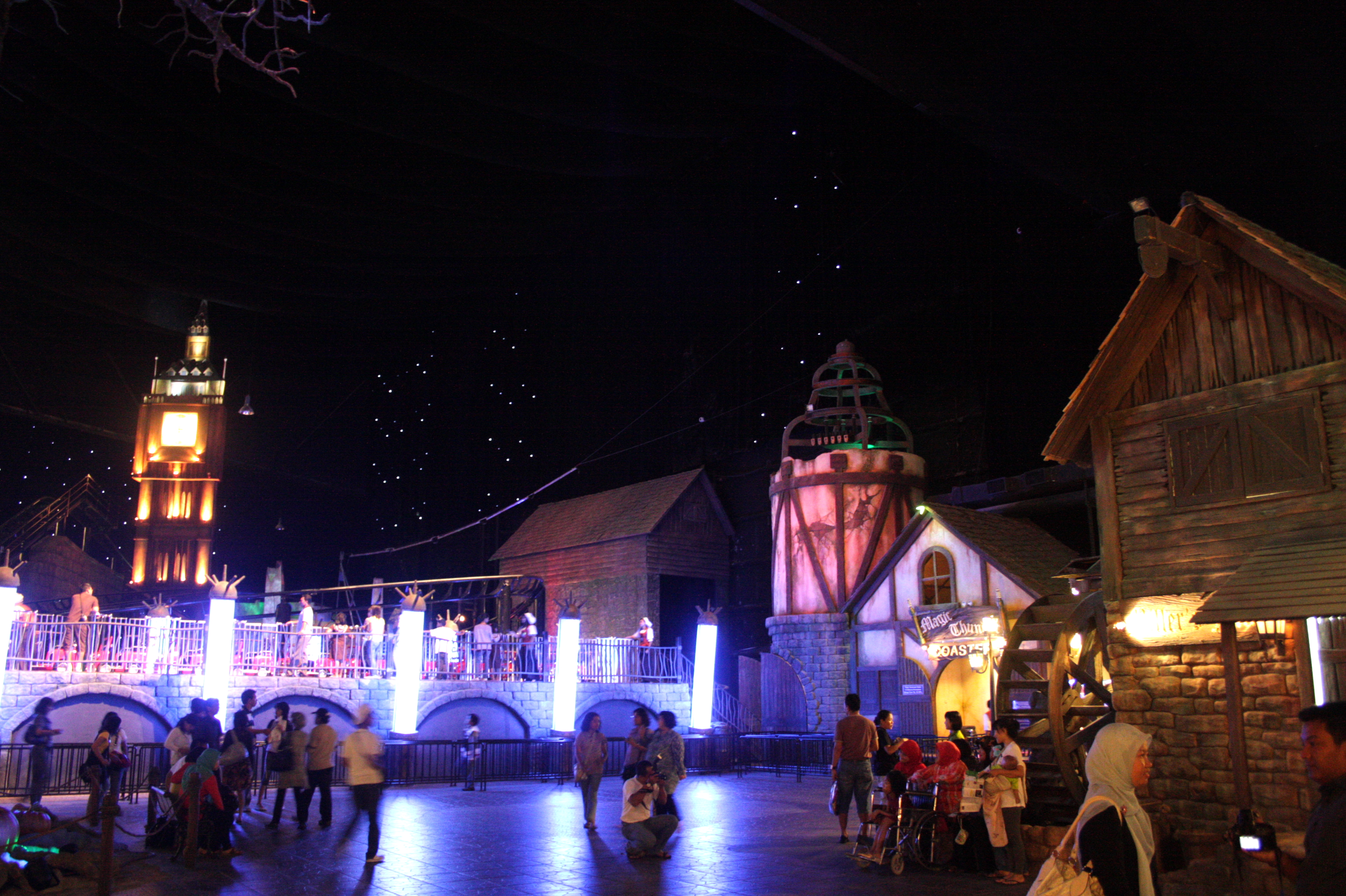
Indoor-Freizeitpark Trans Studio

Makassar besitzt einen der größten Häfen Indonesiens und ist ein wichtiger Handels- und Warenumschlagplatz. Exportiert werden unter anderem Kaffee, Teak, Gewürze, Gummi und Rattan. Wichtigste Industriezweige sind die Zementindustrie und der Schiffbau. Die im Oktober 1977 von indonesischer Regierung gegründete PT. Industri Kapal Indonesia (IKI) ist die größte Werft in Ostindonesien. Die enge Beziehung zum Meer wird mit dem Motto im Stadtwappen unterstrichen: „Sobald das Segel gehisst wird, kehrt man so schnell nicht zum Strand zurück“ (indonesisch Sekali layar terkembang, pantang biduk surut ke pantai).
Während der Kolonialzeit war die Stadt wegen des in großen Mengen exportierten, nach ihr benannten Makassar-Öls berühmt, das als spezielles Haarwaschmittel bzw. Haarpflege Verwendung fand. Das auf der ganzen Welt sehr geschätzte Makassar-Ebenholz (Diospyros celebica) erhielt seinen Namen ebenfalls von diesem Hauptausfuhrhafen.
Heutzutage hängt die Wirtschaft der Stadt stark von dem Dienstleistungsbereich mit rund 70 Prozent des gesamten Betrags ab. Restaurant und Hotel-Service (Gastronomie) sind die größten Beitragszahler (29,14 %), gefolgt von Transport und Kommunikation (14,86 %), Handel (14,86 %) und Finanzen (10,58 %). Der Beitrag der Industrie folgt hinter der Dienstleistung mit 21,34 Prozent der gesamten Wirtschaftsleistung. Nicht zu vernachlässigen ist die gute Bildungsinfrastruktur der Stadt.
Als Handelszentrum und verkehrsreichste Stadt Ostindonesiens wächst die Bedeutung Makassars seit 1998 im Bereich Geschäftstourismus (MICE), dessen Aktivitäten stetig zwischen 30 und 70 Prozent jährlich gestiegen sind. Im Jahr 2006 wurde die Stadt als Gastgeber für die internationale Massentourismus Veranstaltung des Travel Industry Markt Expo (TIME) geehrt. Im Einklang mit dieser neuen Wachstumsbranche werden die dazu erforderlichen Einrichtungen, wie neue Hotels und Kongresszentren, ständig weiter ausgebaut. Die Stadt hat jetzt mehr als zehn Sterne-Hotels und ein Kongresszentrum, das 6000 m² große, in dem strategischen Stadtviertel Tanjung Bunga liegende Celebes Convention Center (CCC).
Durch den Handel verzeichnet Makassar seit Beginn des neuen Jahrtausends ein überdurchschnittliches Wirtschaftswachstum und ist zu einer bedeutenden Kongressstadt Indonesiens geworden. Mit dem Programm „Makassar - 2020“ bemüht sich die Stadtverwaltung einen Ruf als Weltstadt zu etablieren und an deren Bedeutung während des historischen maritimen Gewürzhandels anzuschließen.

### Universitäten
In der Stadt befinden sich sämtliche großen Universitäten der Insel:
- Universität Hasanuddin (größte Uni in Ostindonesien, staatlich)
- Universität Pepabri Makassar
- Universität 45 Makassar
- Universität Atma Jaya Makassar
- Universität Muslim Indonesia
- Universität Negeri Makassar (staatlich)
- Universität Islam Negeri Alauddin (staatlich)
- Universität Islam Makassar
- Universität Muhammadiyah Makassar
- Universität Kristen Indonesia Paulus
- Universität Veteran Republik Indonesia
- Universität Muhammadiyah
- Universität Satria Makassar
- Universität Pancasakti
- Universität Sawerigading
- Universität Indonesia Timur
- Universität Fajar Makassar

### Einkaufszentren
Die modernen Einkaufszentren sind in der letzten Dekade entstanden:
- Mal Panakkukang, das größte Einkaufszentrum Makassars
- Mal GTC (Global Trade Center)
- Mal Ratu Indah, erstes moderne Einkaufszentrum Makassars
- MTC Karebosi das auf die IT spezialisierte Einkaufszentrum Makassars
- Makassar Mall
- Karebosi Link, das erste U-Einkaufszentrum Indonesiens
- Makassar Town Square
- Trans Studio Mall, das erste, thematische Einkaufszentrum Makassars
- Panakkukang Square
- Duta Mall

### Verkehr und Transport
Makassars See- sowie Flughafen sind die offiziellen Eingangshäfen Indonesiens für Personen- und Güterverkehr, die die Position der Hafenstadt als Handelszentrum in Ostindonesien bekräftigen. Dennoch fehlt es dort, wie auch in anderen Teilen Sulawesis, ein Schienenverkehrsnetz, das die Mobilität des Personen- und Güterverkehrs landseitig verbessern kann. Ein Masterplan für den Bau eines entsprechenden Schienenverkehrsnetzes wurde von den Gouverneuren Sulawesis bereits genehmigt und soll von chinesischen Investoren durchgeführt werden. Danach soll in der ersten Phase ein etwa 700 km langes Schienennetz zwischen Makassar, Parepare und Palopo gebaut werden.

#### Landtransport
Von Juli 1922 bis 1930 gab es eine Bahnverbindung nach Takalar. Diese wurde in der Weltwirtschaftskrise unrentabel und stillgelegt. Ursprünglich war eine Verlängerung nach Norden über Tanette und Parepare bis Singkang geplant.
Makassar hat ein öffentliches Transportsystem namens Pete-pete. Ein Pete-pete (indonesisch :Haustiere) ist ein modifizierter Kleinbus, mit einem mittigen kleinen Gang zum Ein- und Aussteigen. Die Route von Pete-petes wird durch den entsprechenden Buchstaben auf der Windschutzscheibe gekennzeichnet. Makassar ist für ihre Fahrradrikscha (indonesisch Becak) bekannt, die etwas kleiner als die auf der Insel Java ist. Die schätzungsweise 1500 Einheiten Becaks dürfen nur noch in den touristischen Stadtbereichen Makassars operieren. Die Fahrkosten sind mit dem Fahrer oder Daeng Becak vor der Fahrt zu verhandeln. Daneben gibt es Ojek, Taxi, Stadtbusse und große Busse für den Regionalverkehr, u. a. Busverbindungen ins Hochland Toraja und zum weißen Strand von Tanjung Bira.
Eine Grundsatzvereinbarung (Memorandum of Understanding) zum Bau einer etwa 35 km langen Einschienenbahnstrecke (Monorail) durch die Städte Makassar, Maros, Sungguminasa und Takalar (bekannt als Ballungsraum Mamminasata) mit vorhergesagten Kosten von 4 Billionen indonesische Rupiah (350 Millionen Euro) wurde am 25. Juli 2011 von entsprechenden Bezirksleitern Makassar, Maros und Gowa unterzeichnet. Das Projekt sollte von der Firma PT Bukaka Teknik Utama durchgeführt werden, die dem zweimaligen Vizepräsidenten Indonesiens Muhammad Jusuf Kalla gehört. Es ist aber später wegen wirtschaftlichen Gründen eingestellt worden.
Eine etwa 150 km lange Bahnstrecke zwischen Makassar und Pare-Pare befindet sich seit 2015 im Bau und sollte Ende 2019 fertiggestellt worden sein. Diese ist die erste von insgesamt drei Bauphasen der Trans-Sulawesi Railway, die die Grossstädte Makassar im Süden und Manado im Norden der Insel verbinden wird.

#### Schifffahrt
Der Seehafen Soekarno-Hatta von Makassar liegt nördlich der Losari-Küste (Pantai Losari) und ist durch die Insel Laelae und Wellenbrecher vor der Brandung geschützt. Der von PT Pelindo IV verwaltete Hafen dient sowohl als Passagier- als auch Containerhafen. Das Makassar Container Terminal wurde am 21. Juli 2001 eingeweiht und wird derzeit vergrößert. Passagierschiffe von und nach Ostindonesien nutzen den Hafen als Zwischenstation. Im nördlichen Ende des Hafens beginnt die rund drei Kilometer lange, autobahnähnliche Schnellstraße (Toll Reformasi), die das Hafengebiet mit der Innenstadt verbindet. Die gebührenpflichtige Autobahn wird von der PT Nusantara Infrastructure Tbk, einer Tochtergesellschaft des lokalen Großunternehmens Bosowa Tbk, verwaltet.

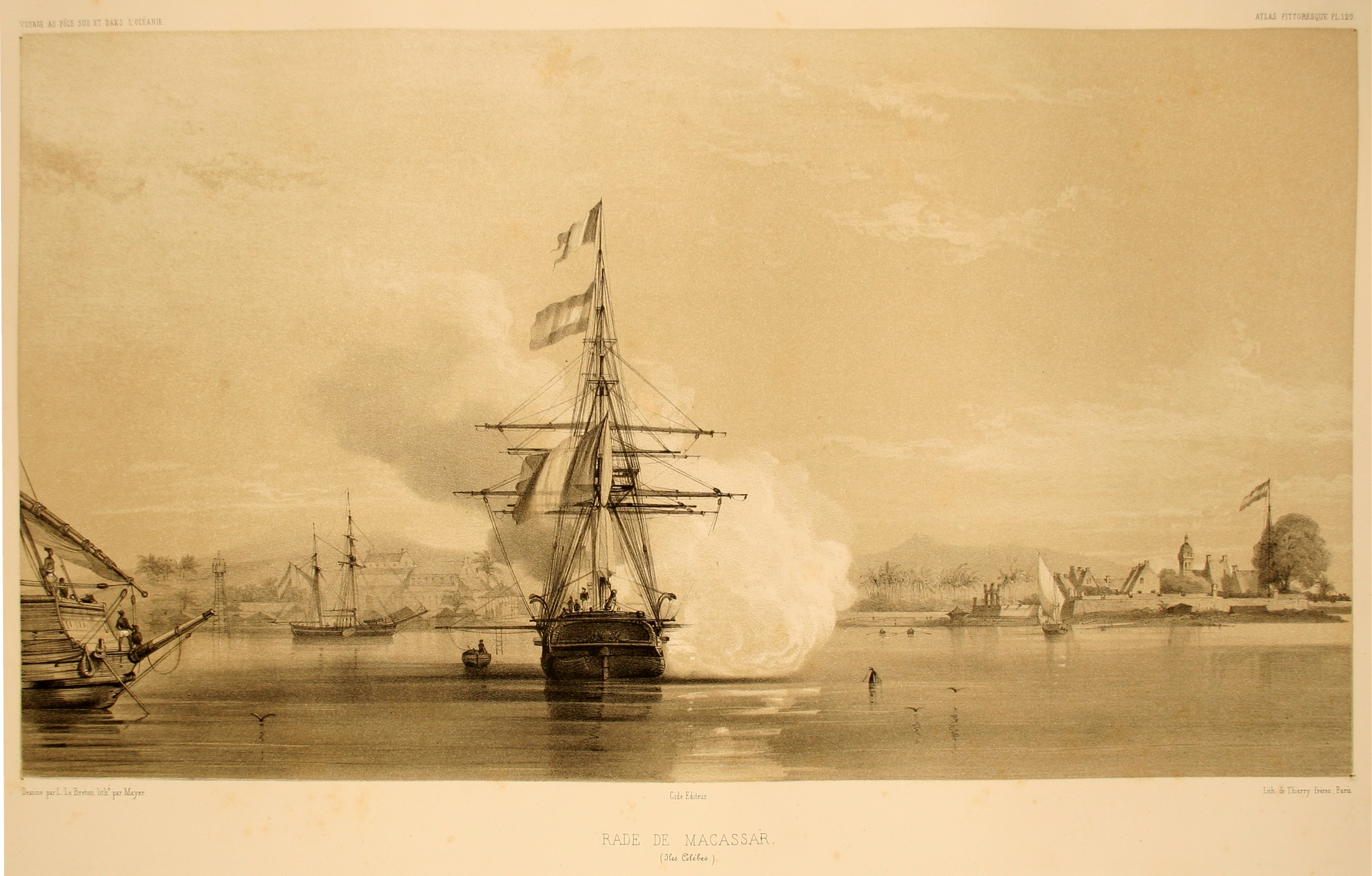
Hafen von Makassar um 1846
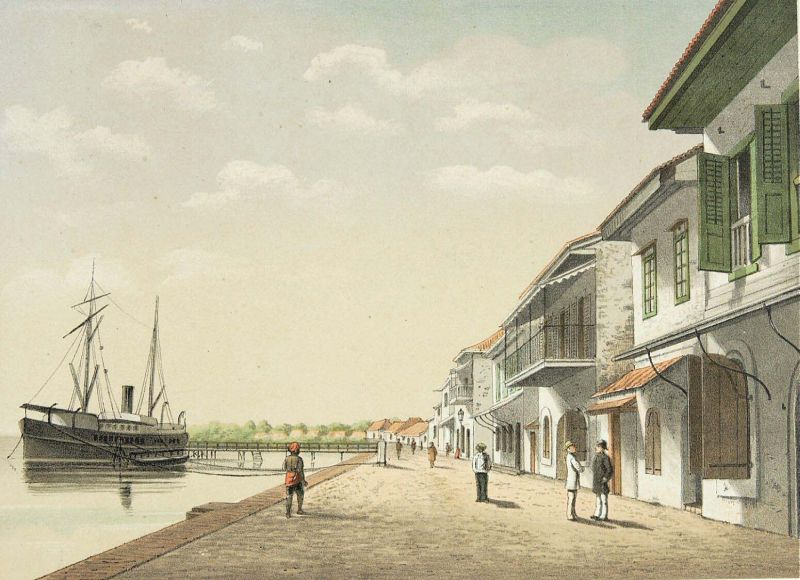
Hafen von Makassar zwischen 1883 und 1889
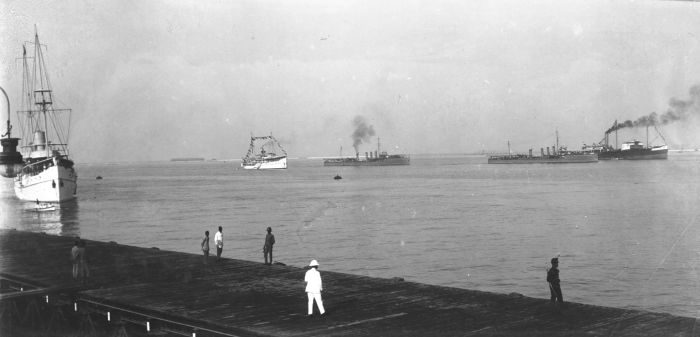
Ankunft von Graf van Limburg im Hafen von Makassar 1919
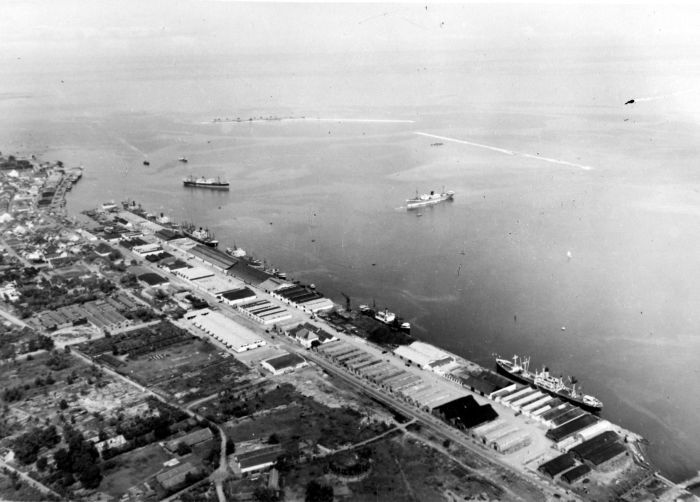
Luftbild des neuen Hafens von Makassar

#### Luftverkehr

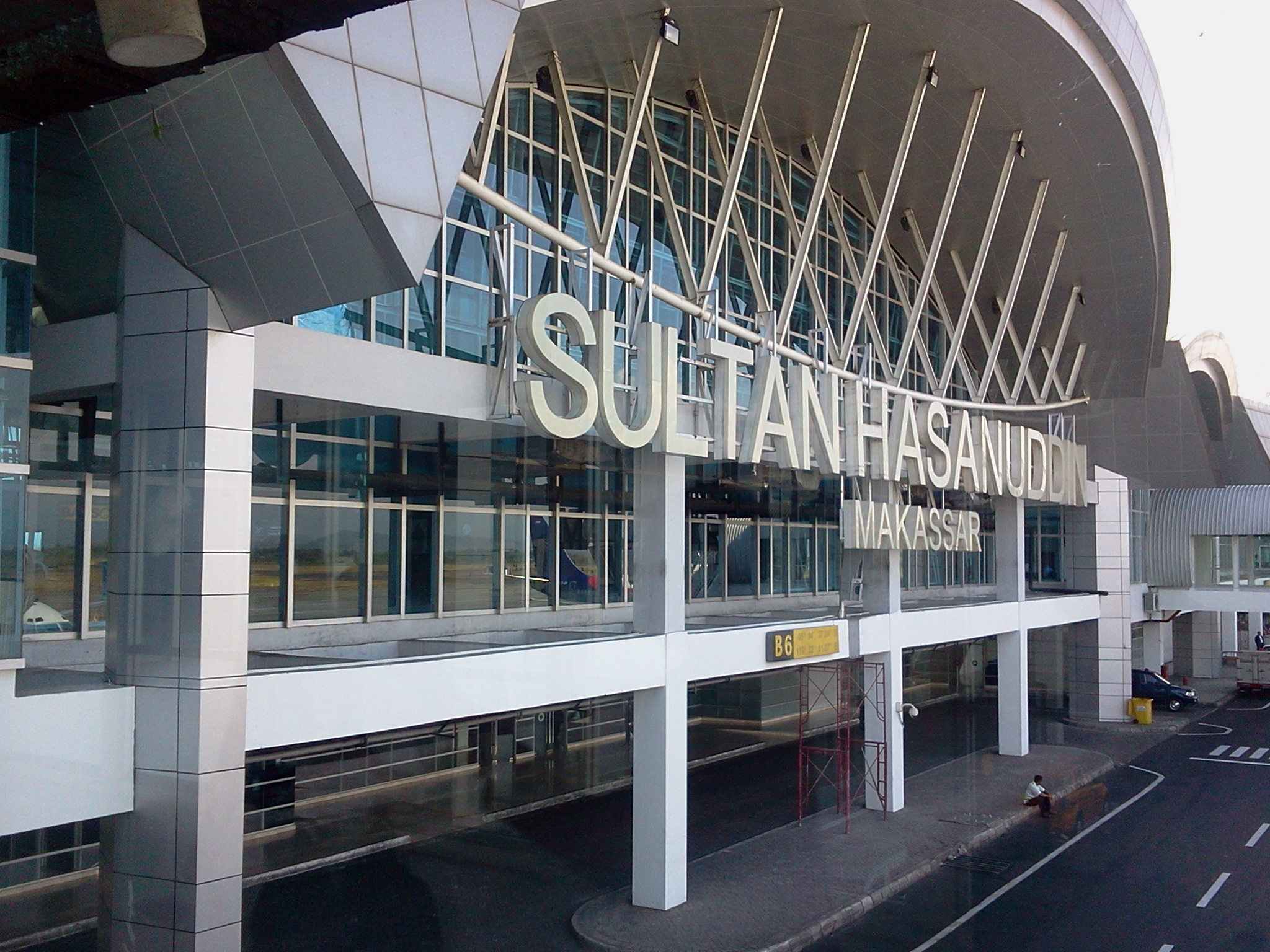
Das neue Fluggastgebäude des Flughafens Sultan Hasanuddin

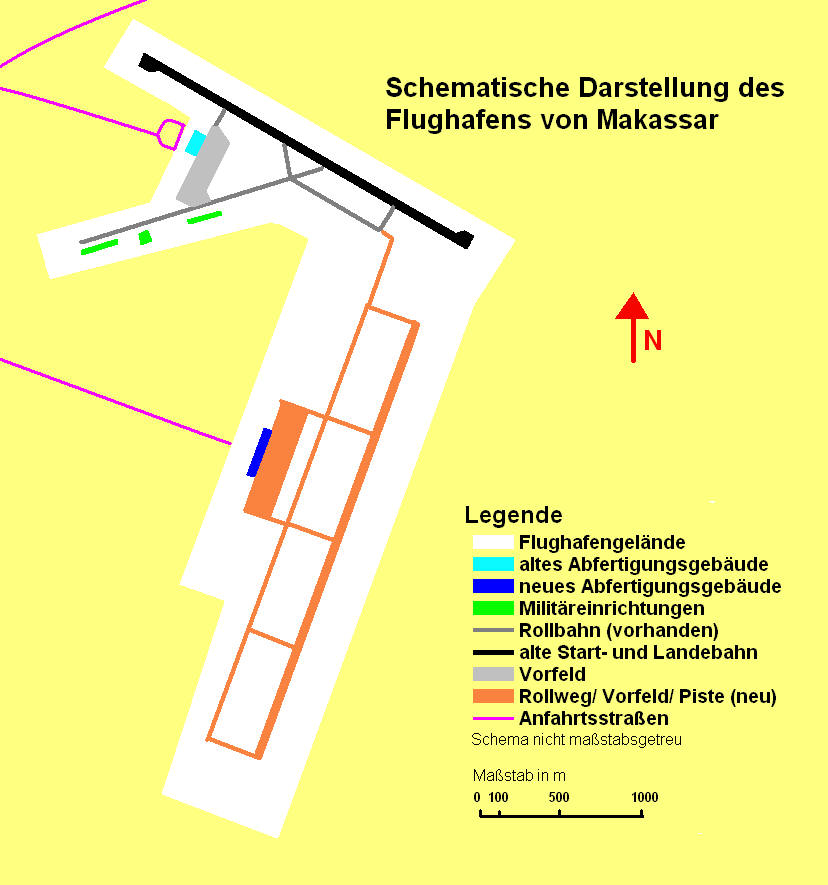
Übersichtskarte des alten und neuen Flughafengeländes

Der internationale Flughafen Sultan Hasanuddin (indonesisch Bandara Internasional Sultan Hasanuddin, IATA: UPG, ICAO: WAAA), auch Mandai genannt, liegt rund 20 Kilometer nordöstlich von Makassar. In etwa 15 Minuten (17 km) erreicht man ihn über die mautpflichtige Schnellstraße und in etwa 25 Minuten (23 km) über die vielspurige Landstraße. Der flächenmäßig zweitgrößte Flughafen Indonesiens wird von dem staatlichen Flughafenbetreiber, PT Angkasa Pura I, verwaltet und befindet sich täglich 24 Stunden in Betrieb. Im Zuge der Flughafenerweiterung bekam er ein relativ neues Fluggastgebäude mit einer Größe von 51.000 m² beziehungsweise einer Kapazität für 7 Millionen Passagiere und eine neue, längere Landebahn und somit ist er der einzige Flughafen Indonesiens mit zwei gekreuzten Landebahnen. Auf dem neuen Flughafengelände befindet sich neben dem Tower eine der beiden der indonesischen Flugsicherungszentralen (englisch Area Control Center (ACC)) mit dem Namen Makassar Air Traffic Service Center (MATSC), welche etwa 2/3 des oberen Luftraums im mittleren und östlichen Teil Indonesiens kontrolliert. MATSC ist eine Verschmelzung der vorherigen ACCs der Fluginformationsgebiete (FIRs) Makassars und Balis. Das restliche Drittel des oberen Luftraums (westlich) wird von Jakarta Automated Air Traffic Service (JAATS) überwacht.
Der Flughafen Sultan Hasanuddin wird von vielen indonesischen Fluggesellschaften, darunter Garuda Indonesia, Merpati Nusantara Airlines und Lion Air, angeflogen und gilt als der offizielle zweite Eingangsflughafen Indonesiens nach Soekarno Hatta, Jakarta (CGK). Im internationalen Verkehr fliegt Garuda Indonesia täglich nach Singapur und AirAsia viermal wöchentlich nach Kuala Lumpur. In naher Zukunft sollen außerdem Ziele in Australien, auf den Philippinen, Brunei, Malaysia angeboten werden. Während der muslimischen Pilgerfahrt bzw. Haddsch-Saison soll es Flüge nach Dschiddah (Saudi-Arabien) geben, da der Flughafen seit 1981 als Ein-/Ausgangsflughafen für den Haddsch erklärt wurde.

## Militärwesen
Makassar ist ein wichtiger Standort der Streitkräfte Indonesiens. Hier befinden sich das Hauptquartier des regionalen Militärkommandos Kodam XIV/Hasanuddin und ein Stützpunkt der Indonesische Luftstreitkräfte. Aufgrund seiner zentralen Lage werden die schon lange im Dienst befindlichen Kampfflugzeuge des Typs Douglas A-4 (Skyhawk) dort stationiert zusammen mit den von Russland neuen beschaffenen Kampfflugzeuge vom Typ Suchoi Su-27 und Suchoi Su-30. Während der militärischen Operation Mandala zur Zurückeroberung von Westneuguinea und Operation Seroja zur Besetzung von Osttimor galt Makassar beziehungsweise der Vorort Maros als Kommandozentrale.

## Sport
Der Fußballverein PSM Makassar spielt in der höchsten Liga des Landes, der Liga 1, bis 2017 Indonesia Super League.

## Persönlichkeiten
- Gotfried Coenraad Ernst van Daalen (1863–1930), niederländischer General
- Jan Engelbert van Bevervoorde (1881–1918), niederländischer Militär und Luftfahrtpionier
- Dick Esser (1918–1979), niederländischer Hockeyspieler
- Andi Mattalata (1920–2004), Politiker
- Nippy Noya (* 1946), Percussionist
- Sjafrie Sjamsoeddin (* 1952), Generalleutnant der indonesischen Armee
- Kusuma Wardhani (1964–2023), Bogenschützin und Politikerin
- Asnawi Mangkualam (* 1999), Fußballspieler
- Rahmat Abdullah (* 2000), Gewichtheber
- Muhammad Ardiansyah (* 2003), Fußballspieler

## Mit Makassar verbunden
- Johan Hendrik Caspar Kern (1799–1863), Sohn des niederländischen Kommandanten Johan Hendrik Kern